# 菅義偉
菅 義偉（すが よしひで、1948年〈昭和23年〉12月6日 - ）は、日本の政治家。自由民主党所属の衆議院議員（10期）、自由民主党副総裁（第18代）、日韓議員連盟会長。
内閣総理大臣（第99代）、内閣官房長官（第81代・第82代・第83代）、拉致問題担当大臣（第4次安倍第1次改造内閣・第4次安倍第2次改造内閣）、沖縄基地負担軽減担当大臣（第2次安倍改造内閣・第3次安倍内閣・第3次安倍第1次改造内閣・第3次安倍第2次改造内閣・第3次安倍第3次改造内閣・第4次安倍内閣・第4次安倍第1次改造内閣・第4次安倍第2次改造内閣）、国家安全保障強化担当大臣（第2次安倍内閣）、内閣府特命担当大臣（地方分権改革）（第1次安倍内閣）、総務大臣（第7代 ）、郵政民営化担当大臣（第1次安倍内閣）、総務副大臣（第3次小泉改造内閣）、経済産業大臣政務官（第1次小泉第2次改造内閣・第2次小泉内閣）、国土交通大臣政務官（第1次小泉内閣）、横浜市議会議員（2期）、自由民主党総裁（第26代）、自由民主党幹事長代行（第2代）を歴任した。

## 来歴

### 生い立ち
秋田県雄勝郡秋ノ宮村（当時）の中央部旧国道沿いに実家があった教員一家で、イチゴ農家の長男として生まれる。2018年現在の住所は神奈川県横浜市神奈川区金港町。妻は愛媛県松山市の副市長の娘。大臣政務秘書官を務めた長男の正剛をはじめ息子が3人おり、次男は三井物産、三男は大成建設で勤務している。なお孫が3人いる（うち二人は長男の娘）。

#### 満州から引き揚げた両親
家族は父、母、姉2人、弟がいる。
父親である菅和三郎は23歳のときに満州国（当時）に渡り、南満州鉄道に入社して結婚。長女が生まれた。第二次世界大戦末期、ソ連参戦により、和三郎は臨月の妻と長女とともに通化省通化市で日本の降伏を迎えた。通化では日本の避難民と反乱兵士が虐殺される通化事件が起こるが、菅一家は間一髪のところで通化を脱出、奉天へ向かった。奉天で次女が誕生。現地では偶然、秋ノ宮村からの開拓団と遭遇し、和三郎は彼らの食糧調達などに奔走する。1946年に引揚げ、引揚げ後は、郷里の秋ノ宮で農耕に従事した。「秋の宮いちご」のブランド化に成功して、秋の宮いちご生産出荷組合組合長や、雄勝町議会議員、湯沢市いちご生産集出荷組合組合長などを歴任。2010年に92歳で死去すると、旭日単光章を叙勲されている。
母や叔父、叔母は元学校教員であり、2人の姉も高等学校教員となった。
弟の秀介は株式会社千葉ステーションビルの元取締役。

#### 秋田から上京
雄勝町立秋ノ宮小学校を卒業後、雄勝町立秋ノ宮中学校に進学する。中学卒業後は、自宅から最も近い秋田県立湯沢高等学校に2時間かけて通学し、第3学年では進学組に所属した。後に、『フライデー』から「特に目立った成績ではなく、姉が進学した北海道教育大学を受験したが不合格となった」と報道されたが、森功の取材では菅本人は当時「教員にだけはなりたくない」と考えており、北海道教育大の受験はしていないと述べている。父から農業大学校への進学を勧められたが断り、高校卒業後上京する。
「東京へ行けば何かが変わる」と夢を持ち東京に上京したが、東京都板橋区の段ボール製造工場（社名未詳）で勤務していた時代には秋田時代と変わらぬ日々を過ごし、現実の厳しさを痛感して2か月で工場を退職。それから約2年後に法政大学に入学するまでの経緯については、報道によって食い違いが見られる。
朝日新聞記者の大鹿靖明が2009年に菅の両親に取材を行った際の記録によれば、工場を退職した菅は秋田の実家に戻り、大学進学を目指して受験勉強を始めた。その傍ら、役内川の鮎釣り大会で優勝し、秋田県知事から竿を贈られている。一方、一部週刊誌では、菅は東京に留まり、朝は築地市場、夜は新宿区の飲食店でアルバイトをして生活し、その合間に受験勉強をしていたとされている。

#### 法政大学へ進学
東京に上京した2年後に「授業料が最も安かった」という理由で法政大学法学部政治学科へ進学する。なお、複数の週刊誌などで第二部（夜間学部）の出身であると報じられることがあるが、菅本人が2016年のインタビューで「メディアで二つくらい、法政の夜間卒だと書いているのがありましたが、昼です」と述べており、実際には第一部（昼間）の出身である。
法大在学中には実家から仕送りも受けつつ、警備員や新聞社、カレー屋のアルバイトで生活費と学費を稼いでいた。一方で、大学の空手道部に4年間所属し、三段の段位を取得している。1973年、法政大学法学部政治学科を卒業し、建電設備株式会社（現・株式会社ケーネス）に入社した。

#### 政治家秘書として
1975年、政治家を志して相談した法政大学就職課のつてで、OB会事務局長から法政大学出身の第57代衆議院議長中村梅吉の秘書を紹介された。秘書が参議院議員選挙に立候補することになり、その下で働いた。ところが当該秘書が体調を崩し出馬を断念。同年4月、中村と同じ中曽根派だった衆議院議員小此木彦三郎の秘書となる。
小此木の事務所には当時秘書が7人おり、その末端として採用された。菅は小此木の自宅の近くのアパートに住み、毎朝小此木の家に向かった。小此木の三男で、当時小学生だった小此木八郎は「秘書というより書生かな。秘書はみな家族同然でしたけど、いっしょにご飯を食べていたのは菅さんだけでした」と回顧している。一時期、小此木系の県議の梅沢健治に預けられ、梅沢から、人との接し方や一票のつくり方など様々なことを仕込まれた。
1980年5月、小此木の自宅に住み込みで働いていた真理子と結婚。法政大学の同級生の家が所有する横浜市神奈川区菅田町のアパートで暮らし始める。
1983年、小此木の通商産業大臣就任に伴い大臣秘書官を務める。

### 横浜市会議員
1986年10月1日、翌年の横浜市会議員選挙に立候補するため、秘書を退職。神奈川区選挙区の現職の自民党市議から「自分の選挙区を譲るから後継者になって欲しい」と声をかけられるが、これを断り、西区選挙区（定数2）からの出馬を選んだ。自民党はすでに鈴木喜一を公認していたため、小此木らは反対。しかし菅は引かなかった。
結局、鈴木喜一は市議会を飛び出し、1987年4月の県議選に無所属で立候補し、党公認の現職の斎藤達也を破って初当選した。菅も同月の市議選・西区選挙区に立候補し、定数2に対し得票数2位で初当選を果たした。菅がそこまで選挙区選びにこだわったのは、西区に本社がある相模鉄道の副社長を後援会に引き入れようとしたためと言われており、2023年には相鉄新横浜線開業式典に参加している。
1991年、再選。同年11月4日、議員会館での転落事故が元で、小此木彦三郎が死去。彦三郎の地盤は三男の八郎が受け継ぎ、1993年の第40回衆議院議員総選挙に立候補。この選挙で菅は八郎陣営の事務長として奔走し、八郎は定数4に対し得票数3位で初当選した。
菅は当選回数わずか2回にもかかわらず、小此木八郎の事実上の代役として、秘書時代に培った政財官の人脈を活かして辣腕を振るい、高秀秀信市長から人事案などの相談を頻繁に受けるなど、「影の横浜市長」と呼ばれた。1995年4月29日、市議を任期満了で退任。

### 国政への進出

#### 衆議院議員初当選
1996年の第41回衆議院議員総選挙に神奈川2区から自由民主党公認で出馬し、新進党公認・公明推薦の上田晃弘、旧民主党公認の新人大出彰らを破り、初当選した。
1998年の自由民主党総裁選挙では所属していた「平成研究会」の会長の小渕恵三ではなく、師と仰ぐ梶山静六を支持し、同派閥を退会。その後「宏池会」に入会した。2000年の第2次森内閣不信任決議をめぐる「加藤の乱」では、加藤紘一らに同調して不信任案の採決では欠席したが、その後の加藤派分裂では親加藤派の小里派ではなく、反加藤グループの堀内派に参加した。

#### 総務副大臣

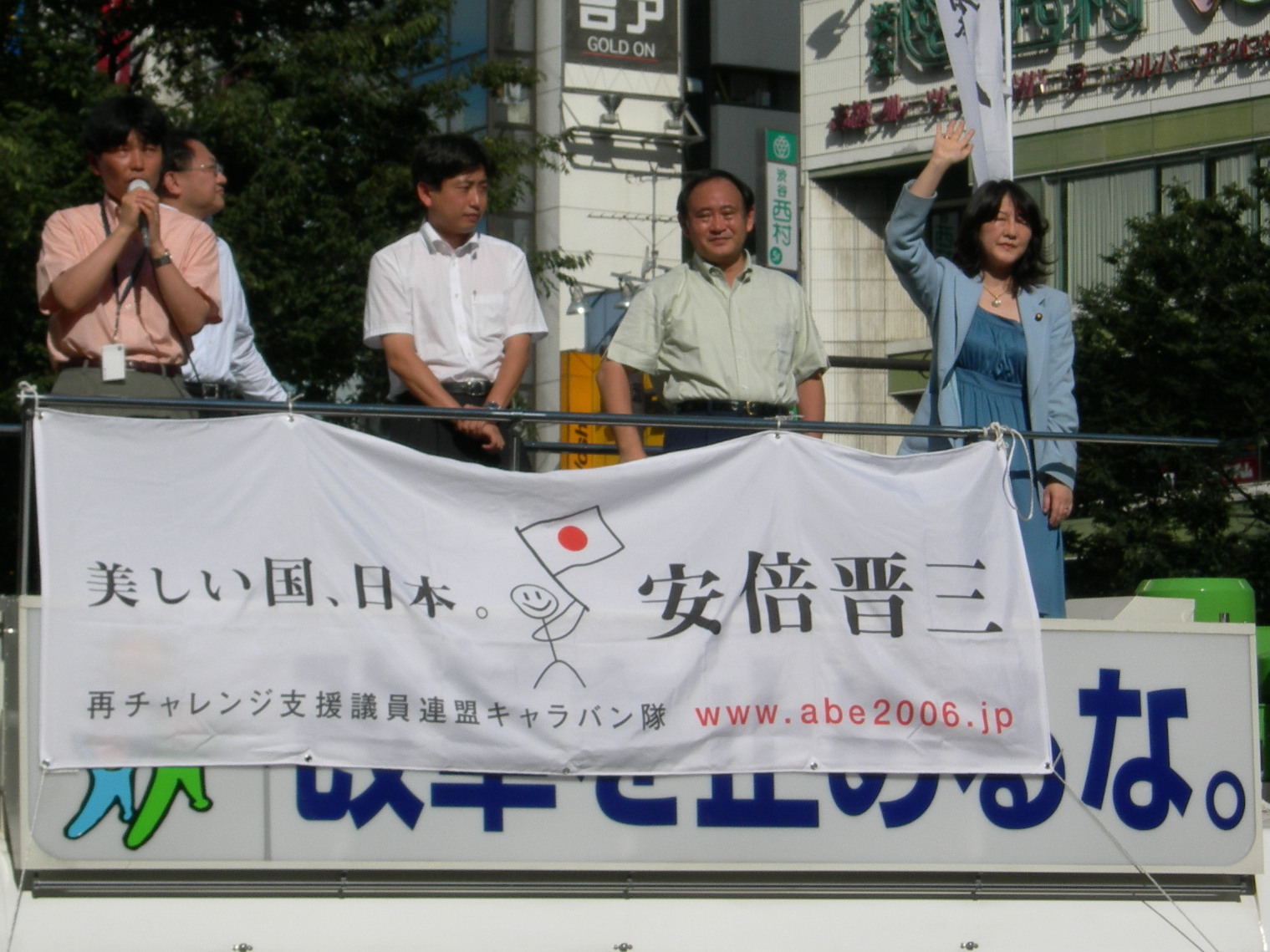
自由民主党総裁選挙の応援演説にて参議院議員山本一太（左から1人目）、衆議院議員片山さつき（右から1人目）らと（東京都渋谷区、2006年9月19日）

竹中平蔵総務大臣（第3次小泉改造内閣）の下、総務副大臣（情報通信、郵政担当）として総務省内部統制のトップを任され、事実上人事権なども行使した。

### 総務大臣として（第1次安倍政権）

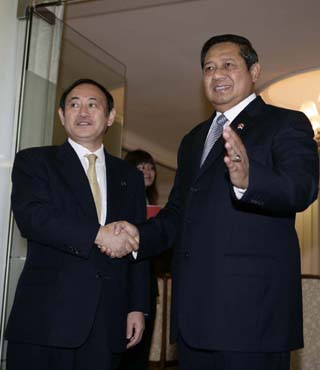
インドネシア共和国大統領スシロ・バンバン・ユドヨノと（2007年1月）

2006年、再チャレンジ支援議員連盟の創設に参加。この議連は実質、小泉純一郎の後釜を選出する2006年自由民主党総裁選挙に、安倍晋三を擁立する原動力になった。その後安倍は総裁選で選出され、同年9月に発足した第1次安倍内閣で当選回数わずか4回で総務大臣（郵政民営化担当大臣を兼務）に任命され、初入閣する。同年12月、内閣府特命担当大臣（地方分権改革）の補職辞令を受けた。
2007年に発覚した年金記録問題では、厚生労働大臣の柳澤伯夫を差し置き、総務大臣の菅が検証を担当した。
日本郵政公社総裁の生田正治と会談後、生田から総裁辞任の申し出があったことを発表した。その後、後任の日本郵政公社総裁には、三井住友銀行出身の西川善文が就任することが発表された。なお、生田自身が政府に辞任を申し入れたことはない。

#### 自由民主党選挙対策副委員長
2007年、第21回参議院議員通常選挙での自民党敗北を受けた内閣改造（第1次安倍改造内閣発足）では、自民党選挙対策総局長に就任した。
同年9月、安倍首相退陣に伴い行われた2007年自由民主党総裁選挙では福田康夫を支持する宏池会の方針に反して麻生太郎を支持し、推薦人にも名前を連ねた。
菅は自民党選挙対策副委員長だった2009年当時、同じ叩き上げの古賀誠・選挙対策委員長の下で、世襲制限を導入しようとした。具体的には衆院選マニフェスト（政権公約）に「3親等以内の親族らの同一選挙区からの立候補を（次期衆院選から）禁ずる」旨が明記された。しかし、党内の世襲議員から反発や抵抗を受け、なし崩し的に公約から姿を消した。

#### 僅差再選し無派閥へ
麻生太郎首相の自民党が敗北し民主党（鳩山由紀夫内閣）への政権交代が起きた同年8月の第45回衆議院議員総選挙では、神奈川2区で民主党の三村和也の猛追を受けるも548票の僅差で三村を破り、5選（三村は比例復活）。野党となった自民党の2009年総裁選挙にて河野太郎を応援するため、宏池会を退会した。
2010年、谷垣禎一党総裁の下で自民党国会対策副委員長及び広報本部長代理に就任。2011年、自民党組織運動本部長に就任。
2012年4月、民主党政権の野田第1次改造内閣（野田佳彦首相）での郵政民営化法改正案の採決で、賛成する自民党の方針に反して反対した。
2012年自由民主党総裁選挙に先立ち、甘利明に呼びかけて安倍晋三の総裁再登板を画策し、麻生太郎を引き入れて安倍を返り咲きさせた。
同年9月、谷垣禎一に代わる安倍晋三の自由民主党総裁就任に伴い、自民党幹事長代行に起用された。自民党が3年ぶりに政権を奪還し安倍が首相に再就任した同年12月の第46回衆議院議員総選挙では、三村を比例復活も許さずに破り6選。

### 内閣官房長官として（第2次安倍政権）

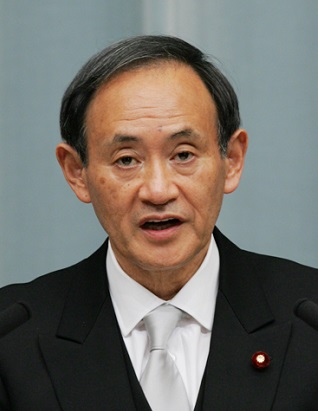
内閣広報室より公表された肖像（2012年12月撮影）

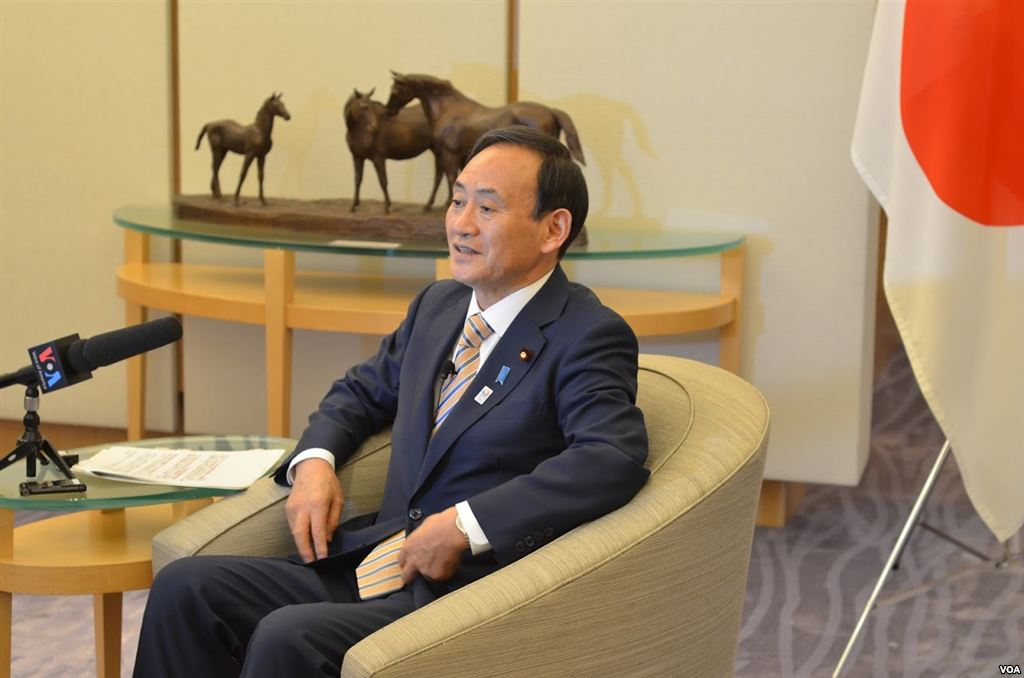
2013年2月4日撮影

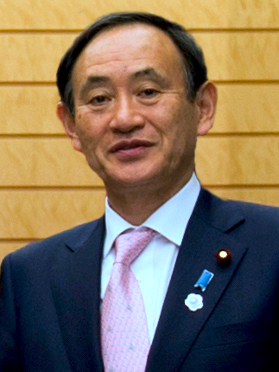
2013年4月5日撮影

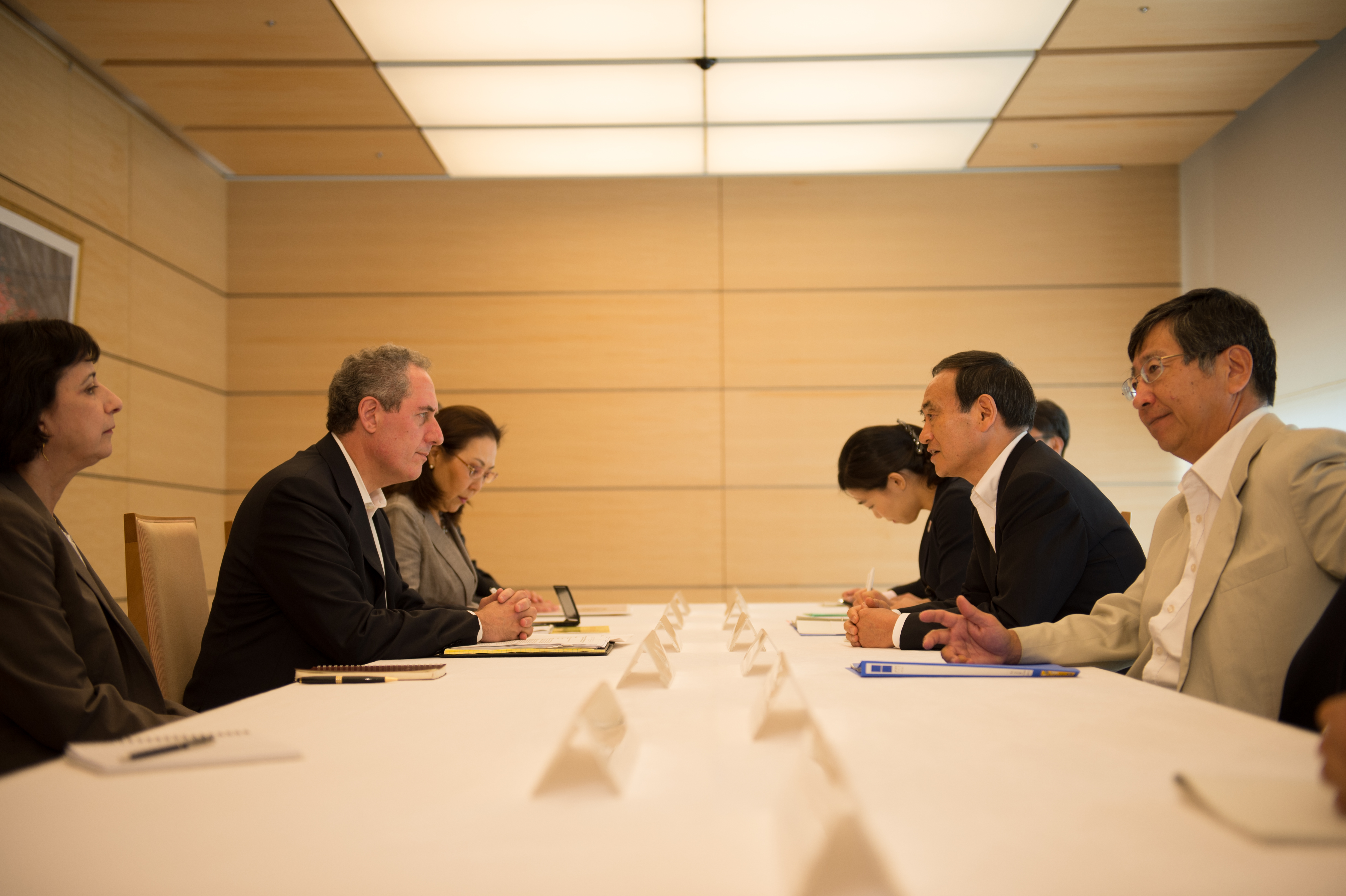
アメリカ合衆国通商代表マイケル・フロマンと

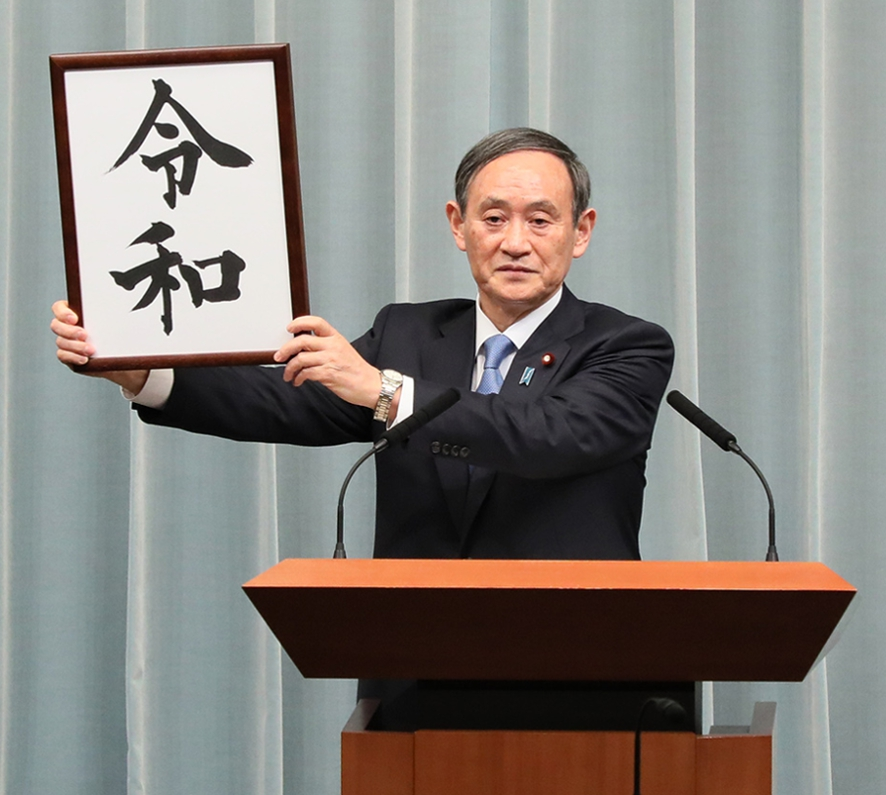
2019年4月1日、内閣総理大臣官邸にて新元号「令和（れいわ）」を発表

2012年12月26日、第2次安倍内閣の発足に伴い、内閣官房長官に任命される。
2013年、郵政民営化の考えにそぐわないとして、日本郵政社長坂篤郎を就任わずか6か月で退任させ、顧問職からも解任した。また、同年に発生したアルジェリア人質事件では、防衛省の反対を押し切り、前例のない日本国政府専用機の派遣を行った。
2014年5月、内閣人事局の局長人事を主導し、局長に内定していた杉田和博に代わり加藤勝信（のち厚生労働大臣、自身の政権下での内閣官房長官）を任命したとされる。元内閣参事官の高橋洋一によると、局長人事を機に官僚を統制下に置き「歴代官房長官の中でも屈指の情報収集能力」を持つようになったという。同年7月、自らが出演したテレビ番組『クローズアップ現代』の放送内容について、放送後のNHKに官邸を通じて間接的に圧力をかけたと報じられたが、事実では無いと、自身の関与を否定した。さらに、同年11月には衆議院解散による第47回衆議院議員総選挙執行を安倍に進言した。
2016年7月7日、内閣官房長官の在職期間が1290日となり、歴代1位の在職日数を記録した。

#### 新元号「令和」発表
2019年4月1日、天皇明仁の退位及び皇太子徳仁親王（今上天皇）の第126代天皇即位による改元に伴い、同年5月1日より施行される新しい元号について、元号を改める政令（平成31年政令第143号）が同日に公布されたことにより、首相官邸での記者会見にて「新しい元号は『令和』であります」と発表した。
同年5月9日から同月11日、内閣官房長官に就任してからは初めてアメリカ合衆国を訪問。初日からマイク・ポンペオ国務長官、パトリック・シャナハン国防長官代行（当時）、10日にはマイク・ペンス副大統領と会談した。ドナルド・トランプ大統領との面会はなかったとはいえ、政権を動かしている実務畑の3人と会談できたことは異例の厚遇として報道されている。ニューヨークへ移動してからは、S&P グローバル、バンク・オブ・アメリカを訪問し、アメリカ経済界のトップらとの交流をもったほか、国際連合本部で開かれていたシンポジウムで基調演説も行った。
同年6月には菅に近い自民党無派閥議員13人による政策勉強会「令和の会」が発足、同月20日に菅を招いて初会合が開かれた。
2020年7月に発売された『月刊Hanada』2020年9月号で安倍首相から菅について「（ポスト安倍の）有力な候補者の一人であることは間違いない」と指摘した上で「ただ、菅総理には菅官房長官がいないという問題がありますが」とも付け加えられ、官房長官としての力量評価及び菅にとって代わる官房長官候補の不在について言及したものとされた。
2020年8月29日、党総裁と内閣総理大臣の辞任を表明した安倍晋三に代わる新たな総裁を決める自民党総裁選挙に出馬する意向を党幹事長である二階俊博に伝えた。後の9月2日夕方に、正式に記者会見を開き、出馬を表明した。

### 第99代内閣総理大臣として

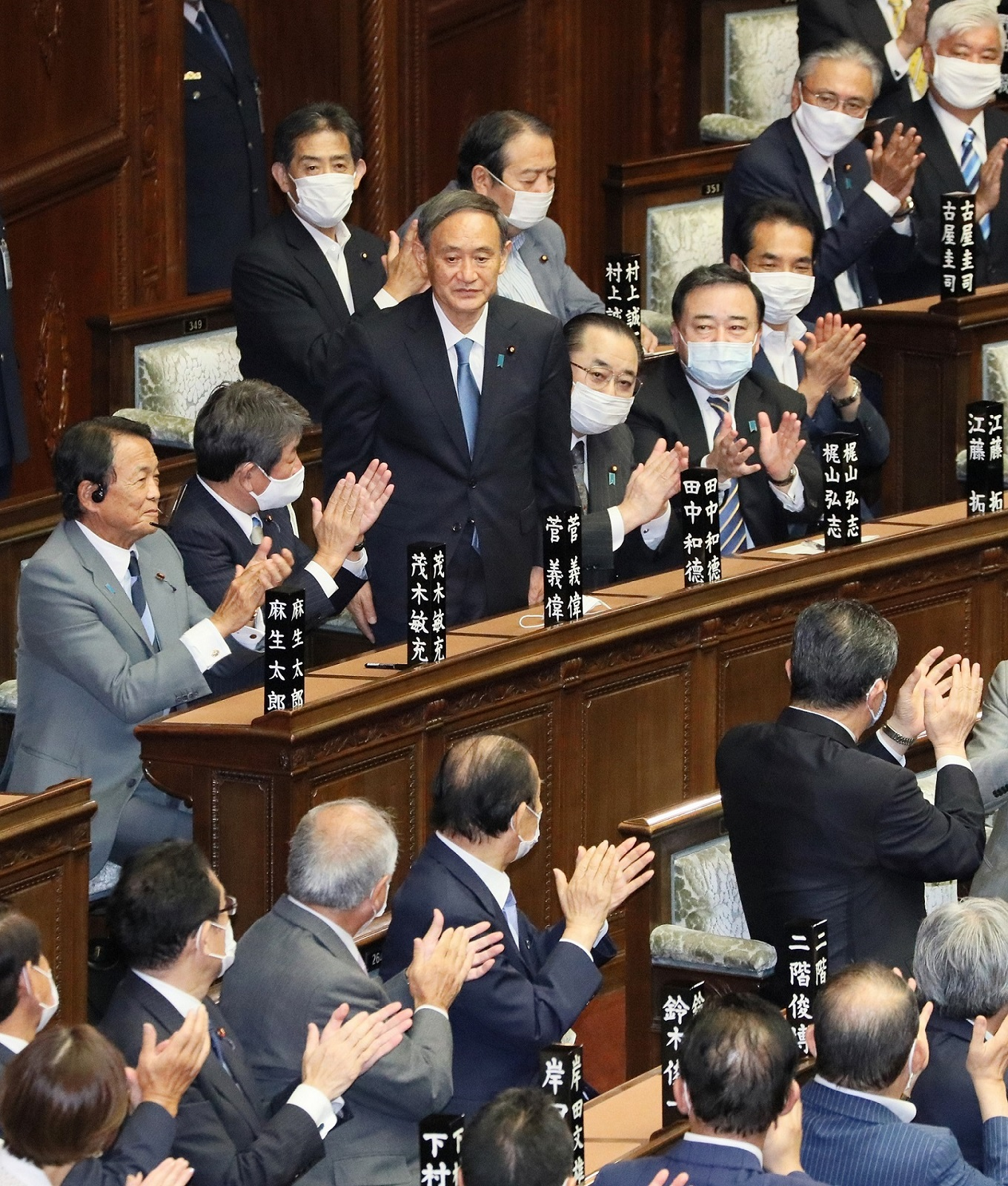
2020年9月16日、衆議院にて内閣総理大臣の指名を受ける菅義偉

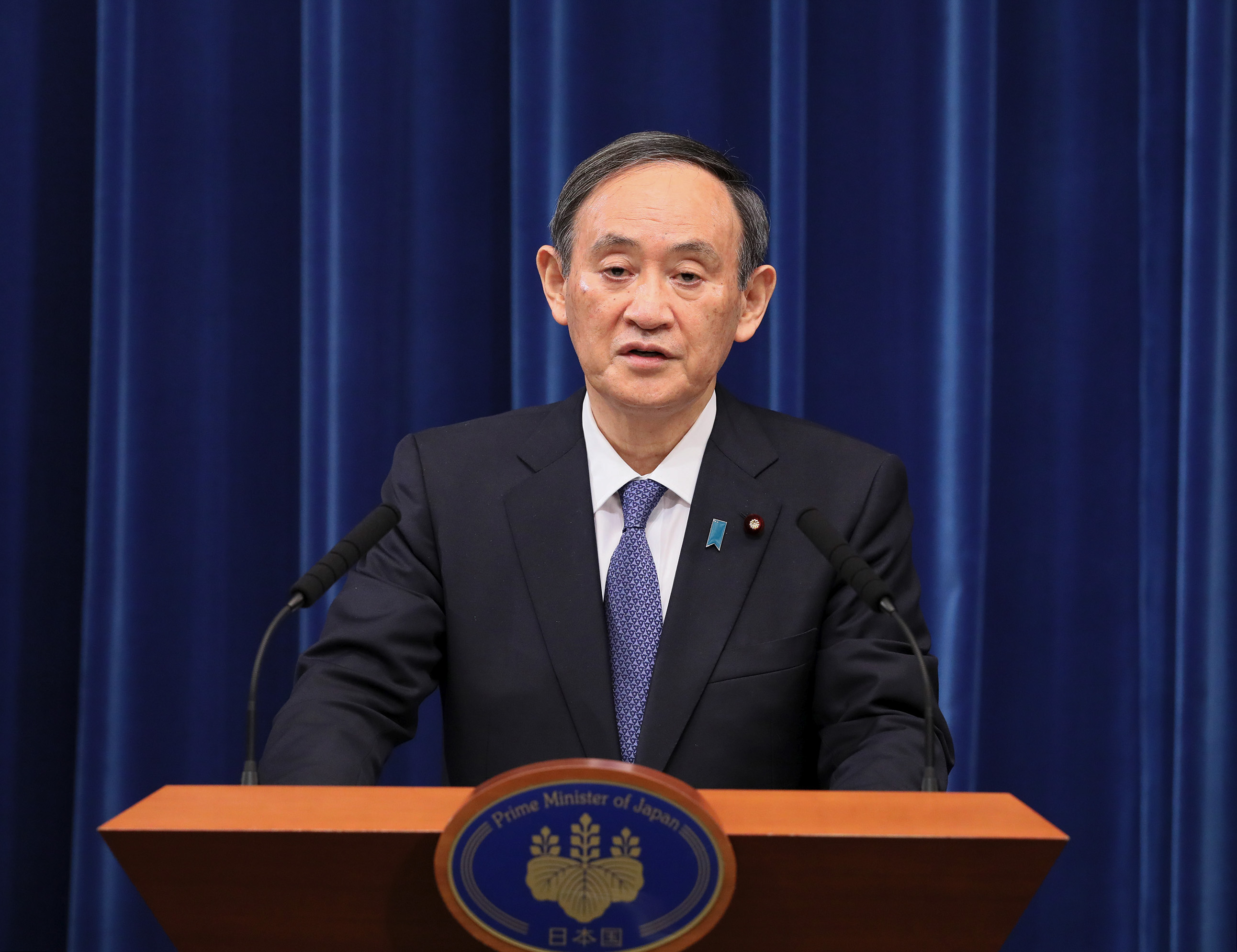
2021年1月7日、緊急事態宣言発出に際して会見

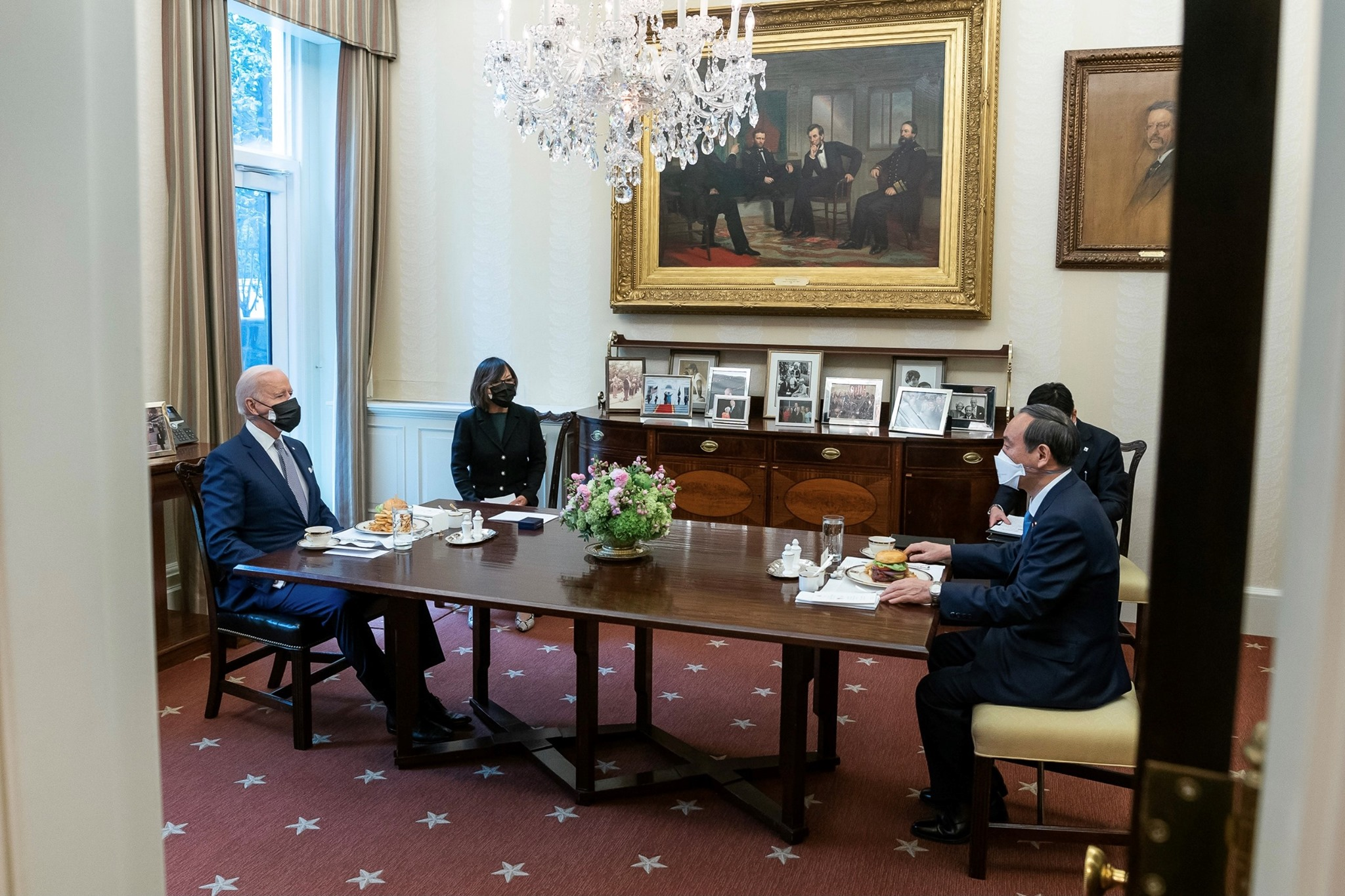
2021年4月16日（日本時間17日未明）、ホワイトハウスでランチを共にするバイデンと菅

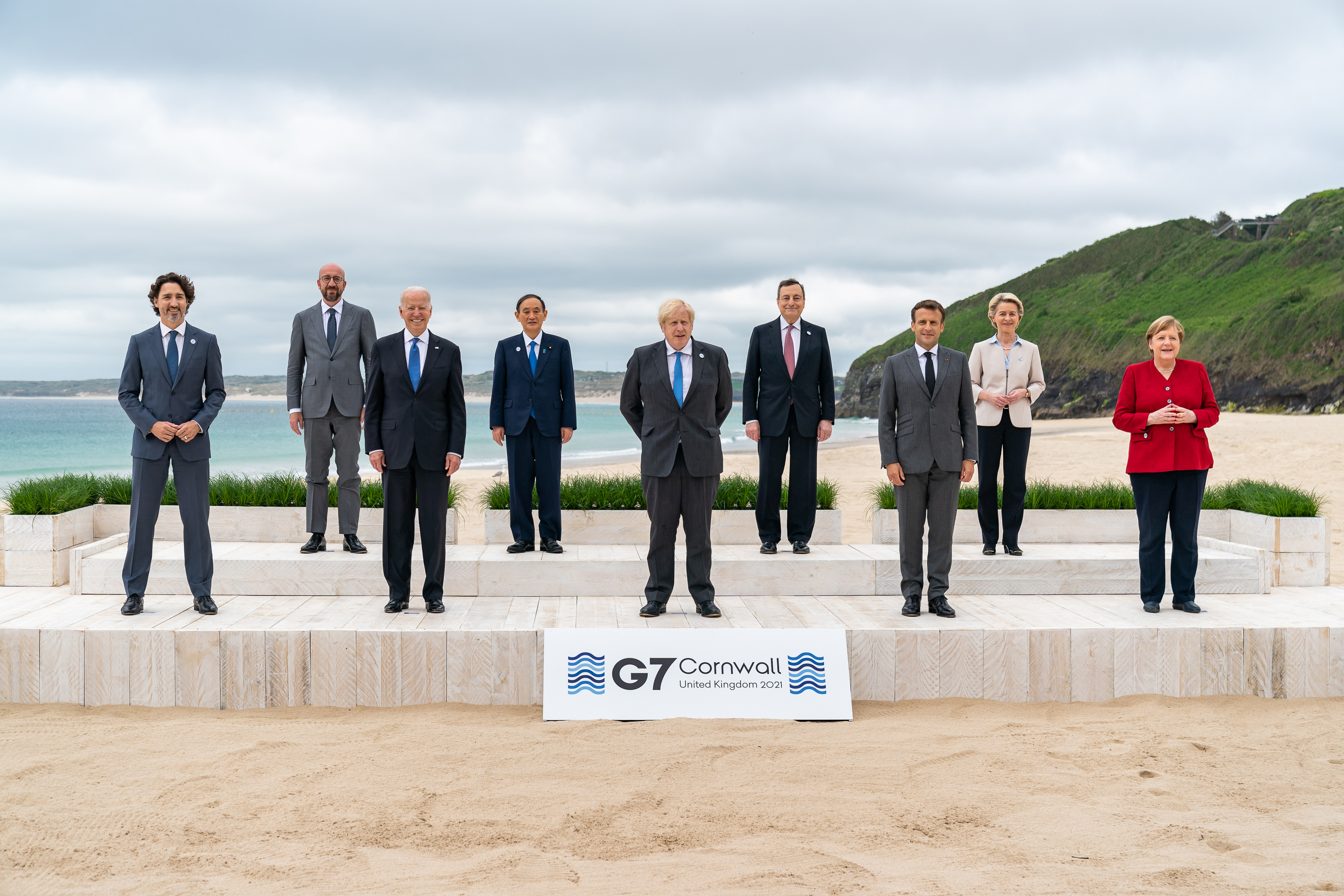
第47回先進国首脳会議

#### 自由民主党総裁への選出
2020年9月14日、両院議員総会による自由民主党総裁選挙が執行され、岸田文雄（89票）、石破茂（68票）を破り377票を得た菅が選出された。国会議員職の世襲ではない自民党総裁としては森喜朗以来であり、選挙地盤を世襲していない自民党総裁としては海部俊樹以来である。その2日後の9月16日の内閣総理大臣指名選挙により内閣総理大臣に指名された。同日18時17分に皇居宮殿での天皇徳仁による初の内閣総理大臣任命式を終え、第99代内閣総理大臣に就任し、菅義偉内閣が発足した。菅の後任としての内閣官房長官には、横滑りで厚生労働大臣の加藤勝信が就任した。
憲政史上（前身の内閣書記官長含め）、内閣官房長官経験者で首相に就任したのは、鳩山一郎、佐藤栄作、大平正芳、鈴木善幸、竹下登、宮澤喜一、小渕恵三、福田康夫、安倍晋三に続いて10人目となった。
菅は、秋田県出身の最初の総理大臣となった。
名字が同じ漢字の菅直人（かんなおと）が10年前に総理大臣に就任している。名字の漢字が同じで読み仮名が違う総理大臣の組の誕生は史上初となった。

#### 国民のために働く内閣
2020年9月16日、首相官邸での就任時記者会見において、キャッチフレーズとして「自助・共助・公助、そして絆」を掲げ、「国民のために働く内閣」として、内政では、ポストコロナ社会を見据えたデジタル庁新設や全世代型社会保障制度の構築など、外交・安全保障面では、自由で開かれたインド太平洋の推進（自由と繁栄の弧）などを、主要政策として掲げた。
9月20日以降、国際連合総会でのビデオ演説、各国首脳との電話会談を実施、「菅外交」を始動させ、10月18日に首相就任後初の外遊先であるベトナムを訪問してグエン・スアン・フック首相と会談し、防衛装備品移転協定の締結などで合意した。10月20日には、インドネシアのジャカルタを訪問した。菅は、ジョコ・ウィドド大統領と会談し、新型コロナウイルス（COVID-19）感染拡大による経済への影響を踏まえて500億円の円借款を供与する方針を表明した。
11月16日、来日中の国際オリンピック委員会（IOC）のトーマス・バッハ会長と首相官邸で会談し、2021年夏に延期された2020年東京オリンピック・パラリンピックの開催実現に向け連携していくことを確認した。その翌日、菅はオーストラリア首相スコット・モリソンと国内で初の首脳会談を行った。
2021年1月7日、新型コロナウイルス感染症の拡大をうけて、東京都知事の小池百合子をはじめとする各都県知事の要請に応じ、東京都、神奈川県、埼玉県、千葉県の1都3県を対象に安倍前政権後初めて緊急事態宣言を再発令することを発表した。その後同月14日、大阪府、兵庫県、京都府、愛知県、岐阜県、福岡県、栃木県の計7府県を宣言に追加することを決定した。
2月3日ごろ、菅の長男による高級官僚違法接待問題が週刊文春によって報じられた。
4月5日から5月5日までの予定で、宮城県、大阪府、兵庫県の3府県に対し、新型コロナウイルスに対する「まん延防止等重点措置」を発令した。また、これら3府県以外でも感染者数が拡大している状況がみられることから、4月9日に東京都、京都府、沖縄県の3都府県を範囲に追加した。
4月16日午後（日本時間17日未明）にホワイトハウスでアメリカ大統領のジョー・バイデンと会談。東シナ海や南シナ海の情勢について、中華人民共和国による力による現状変更の試みや地域の他者への威圧に反対することで一致した。また、菅はアメリカが福島第一原発事故以降に敷いていた日本産食品の輸入規制の撤廃をバイデンに働きかけた。結果的に、2021年9月21日に輸入規制は全廃された。
4月23日に、4月25日から5月11日までの期間、東京都、大阪府、兵庫県、京都府の4都府県を対象に緊急事態宣言を出すとともに、愛媛県に「まん延防止等重点措置」を適用することを決定した。5月7日には緊急事態宣言を延長することを発表し、対象地域に愛知県と福岡県を追加した。
5月22日の毎日新聞の世論調査で、内閣支持率が菅政権発足後最低となる31％に低下した。不支持率は59％だった。いつまで首相を続けてもらいたいかとの問いでは、「できるだけ長く続けてもらいたい」は13％、「党総裁の任期いっぱい続けてもらいたい」が47％、「早く辞めてもらいたい」は40％だった。
6月11日から13日にかけて、イギリス・コーンウォールにて開催された第47回G7サミットに出席。各国首脳陣と会談した。
7月8日、新型コロナウイルスの感染拡大が続くとして、7月11日がまん延防止等重点措置の期限となっていた東京都に対して、7月12日から8月22日までの期間で緊急事態宣言を発出した。
7月9日から同月11日にかけてNHKが実施した電話による世論調査で、菅内閣を「支持する」と答えた人は、先月より4ポイント下がって33%と、去年9月の発足以降最も低くなった。一方、「支持しない」と答えた人は、1ポイント上がって46％で、発足以降最も高くなった。

#### オリンピック東京大会・東京パラリンピックの開催
7月18日、菅は東京都に緊急事態宣言が発令されている中、東京五輪・パラリンピック組織委員会が国際オリンピック委員会や五輪の関係者を招いた歓迎会に参加した。歓迎会には菅のほかに東京五輪・パラリンピック組織委員会の橋本聖子会長、IOCのバッハ会長、小池百合子東京都知事、組織委の森喜朗前会長、丸川珠代五輪相、日本オリンピック委員会の山下泰裕会長ら約40人が出席した。橋本は7月17日の記者会見で、東京都に緊急事態宣言が発令されている中での開催が適切かを問われ「規模を大変小さくし、飲食はせず、ソーシャルディスタンス（社会的距離）を取る。十分な対策をするので、予定通り開催させていただきたい」と述べたが、批判も相次いだ。
7月20日、『ウォール・ストリート・ジャーナル』のピーター・ランダース東京支局長は五輪開催をめぐり、首相官邸で菅にインタビュー。菅は開催を中止するよう自身に近い関係者から何度も助言されたと明かし、「やめることは一番簡単なこと、楽なことだ。挑戦するのが政府の役割だ」と強調した。同紙は同日、菅の発言「The simplest thing and the easiest thing is to quit. The government’s job is to tackle challenges.」を本国版で配信した。
7月23日から予定通り東京オリンピックが開催され、自身は開会式と閉会式に出席した。7月27日、東京都で、新型コロナウイルスの新規感染者数が過去最多となる2848人を記録したが、「（オリンピックを続けることについて）車の制限であるとか、テレワーク、そして正に、皆さんのおかげさまによりまして、人流は減少していますので、そうした心配はないと思っています」と会見で話した。
8月16日、東京など6都府県に発令中の緊急事態宣言に7府県を追加し、8月31日までだった宣言期限は9月12日まで延長することを発表した。さらに10県を新たに9月12日までまん延防止措置の対象とした。
8月21日・22日の両日、産経新聞社とフジニュースネットワーク合同世論調査を実施した結果、菅義偉内閣の支持率は前回調査（7月17、18両日実施）から6.9ポイント減の32.1％であると報じられた。
8月23日、東京都では緊急事態宣言が発令され、感染拡大を防ぐため国民に行動制限を求める中、東京都内のホテルで開かれた、大会組織委員会の橋本聖子会長が主催し、IPCのパーソンズ会長や丸川珠代五輪担当相、小池百合子東京都知事、鳥原光憲・日本パラリンピック委員会（IPC）会長ら約40人が参加した歓迎会に参加した。
8月24日、東京パラリンピック開会式に出席。

#### 自由民主党総裁選への出馬断念

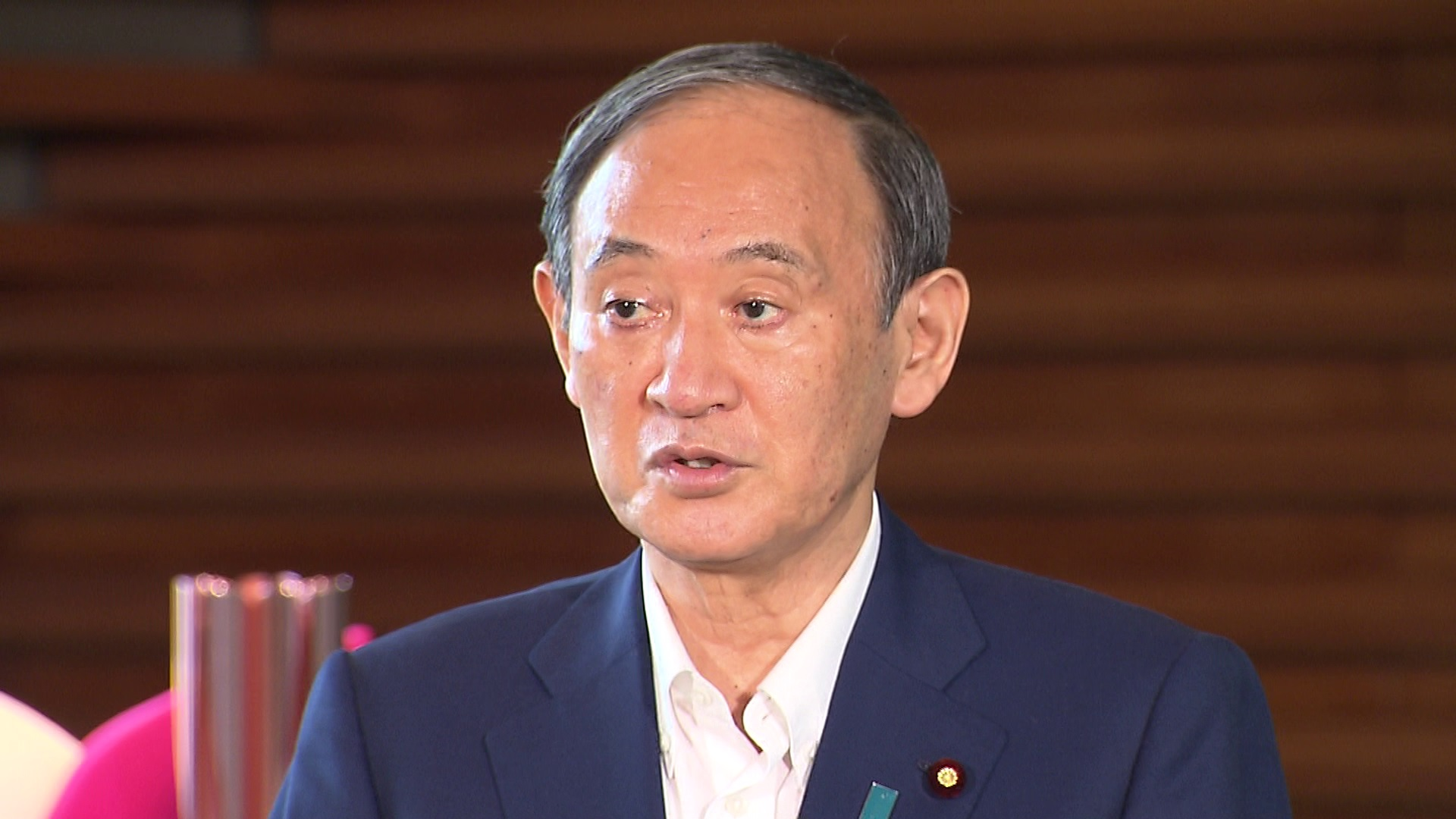
2021年9月3日、自由民主党総裁選挙立候補断念をぶら下がり会見で表明

任期満了を迎える2021年自由民主党総裁選挙に向けては、菅は7月17日にテレビ番組で「総裁として（次期総裁選に）出馬するのは、時期が来れば当然のことだろう」と述べ、無投票での再選を目指し総裁選に立候補する意向を示した。
しかし、8月26日には前回総裁選で菅に敗れた岸田文雄が総裁選出馬を表明し、岸田はこの中で党役員任期を「1期1年・連続3期」までとする党改革案を打ち出した。これに対し菅は30日に先手を打つ形で、9月中に幹事長の二階を含む党役員人事の更新を行う方針を固め、31日には9月中旬に衆議院を解散し、総裁選を先送りする案も選択肢との考えを二階に伝えた。
しかし、これらの方針は党内から強い反発を招き、9月1日には衆議院解散による総裁選の先送りをしない方針を表明。党役員人事についても菅は9月2日に安倍、麻生らに協力を打診したが拒否され、党運営に行き詰った菅は9月3日に次期総裁選には立候補せず、9月末の総裁任期満了とともに首相を退任する意向を示した。総裁選では自身の内閣でワクチン担当相を務めた河野太郎行政・規制改革担当相への支持を表明した。
9月5日、東京パラリンピック閉会式に出席。
9月30日、自由民主党総裁としての任期満了を迎え、菅は総裁を退任した。新総裁には菅が支持した河野ではなく、岸田文雄が当選、総裁に就任した。

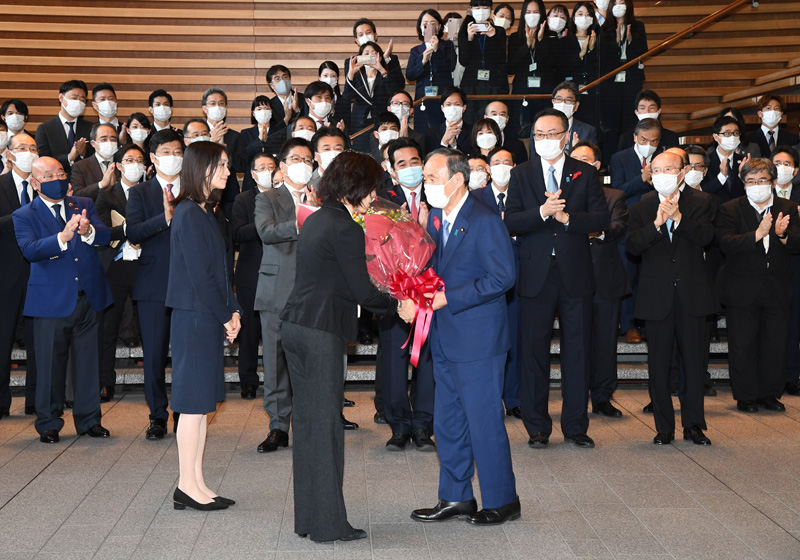
内閣総辞職に際して花束を贈呈される菅

10月4日午前に菅は臨時閣議を開き、閣僚らの辞表を取りまとめて、菅義偉内閣は総辞職した。その後、岸田が国会の内閣総理大臣指名選挙、皇居での今上天皇による親任式を経て首相に就任し第1次岸田内閣が成立したことを受けて、菅は内閣総理大臣を退任した。在任期間は384日。

#### 内閣総理大臣退任後
首相退任から13日後の10月17日、9年ぶりに靖国神社を参拝した。首相在任中は定期的に真榊や玉串料を奉納していたが、参拝自体は見送っていた。第2次安倍内閣で内閣官房長官に就任する前の2012年8月15日までは毎年参拝していたが、就任後は参拝を控えていた。
2021年10月31日、第49回衆議院議員総選挙で9選。
2023年1月10日、訪問先のベトナムで「総理大臣は国民全体の先頭に立って汗を流す立場にある。歴代の総理大臣の多くは所属する派閥を出て務めていたのではないか」と述べ、岸田文雄が派閥の会長を続けていることに苦言を呈した。また、岸田が年頭会見で「異次元の少子化対策に挑戦する」と表明したことを受け、少子化対策を充実させるための財源については「少子化対策は極めて重要だと思うが、消費税を増税してやるということは全く考えていない」と述べた。
2024年7月25日に、同月19日に死去したベトナムの最高指導者、グエン・フー・チョン共産党書記長の国葬に岸田総理の特使として参列した。
2024年9月30日、石破茂総裁の下、党副総裁に就任した。首相経験者の副総裁への就任は前任の麻生太郎に続き2例目である。
2024年10月27日、第50回衆議院議員総選挙で10選。
2025年1月9日、2024年12月29日に死去したアメリカのジミー・カーター元大統領の国葬に石破総理の特使として参列した。

## 政策・主張

### 特徴
行政組織の縦割り解消、民間ノウハウの活用、規制緩和の推進、費用便益の検討など、伝統的な官僚主導から距離を置いた政治主導の推進、かつて1980年代から2000年代にかけて英国や米国で取り入れられたニュー・パブリック・マネージメント（新公共経営）の傾向が強い。「税金を投入するに値するのか」「自助」「既得権益を打破」などの菅の主張に、政策のスタイルが反映されている。
一度取り組むと決めた政策は譲らないと評され、「これ」と見出した政策を絞り込み、それに注力するスタイルだとされる。またこだわる政策は携帯料金の引き下げなど目立つものに限らず、比較的地味な政策が多いとされるが、携わる政策の幅がとても広いことが特徴である。

### 行政改革推進

#### デジタル庁

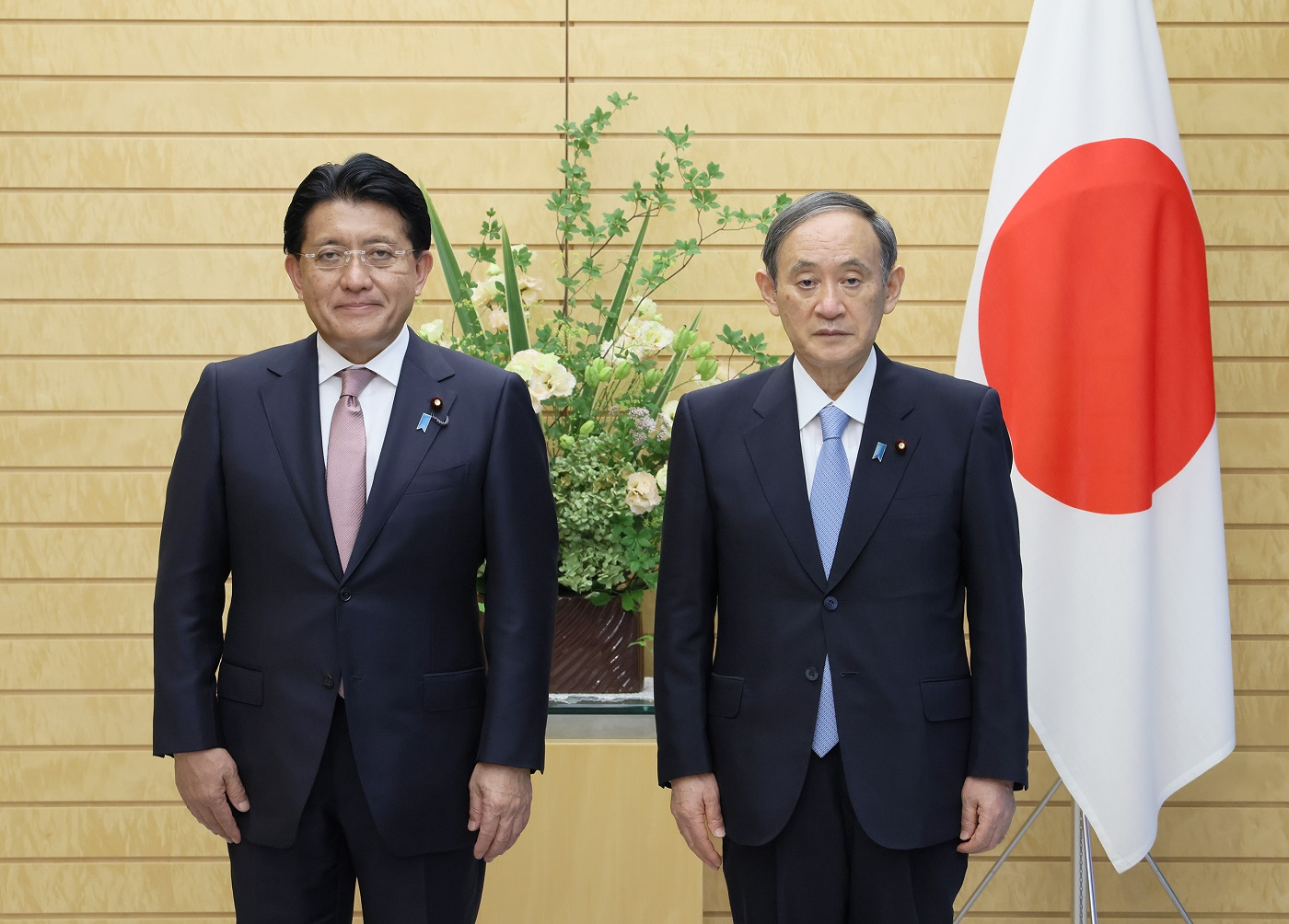
2021年9月1日、補職辞令交付式にて平井卓也（左）をデジタル大臣に任命

菅義偉内閣としては、デジタル庁新設によるデジタル化の推進や縦割行政打破を看板政策として掲げていた 。9月1日、菅内閣の看板政策であるデジタル庁が発足。デジタル大臣に平井卓也、事務方トップデジタル監に民間出身石倉洋子が就任。初の官民一体の組織である。

#### ふるさと納税
総務大臣の在任中、地方分権改革推進法など19本の法案を成立させるとともに、ふるさと納税の提唱を行ない、実現にこぎつけた。

#### 夕張市再建

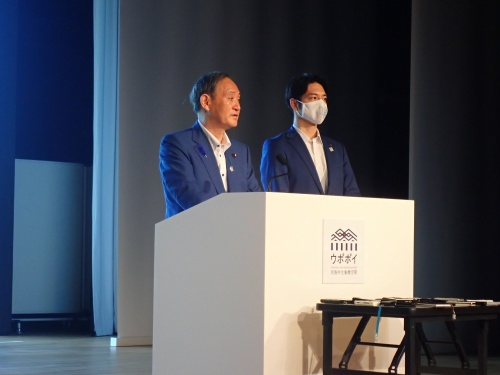
2020年7月12日、ウポポイにて北海道知事の鈴木直道と

財政破綻に陥っていた北海道夕張市を、新たに制定した地方公共団体財政健全化法に基づく財政再生団体に指定し、再建計画の策定を支援。夕張市再建支援のため東京都から派遣された職員に鈴木直道がおり、その恩もあり菅と鈴木は懇意の関係にあるとされる。

### 携帯電話の料金引き下げ
菅が長年にわたり携帯料金の引き下げを主張していた。その理由は、日本の携帯料金が世界でトップクラスに高いだけでなく、そもそも3社とも同水準の利益率20％の横並び状態にあることが、国民の公共財産である公共電波を利用する通信事業として不健全な競争状態にあるとしている。自身の内閣のもとで、2021年9月には大幅な料金引き下げが実現した。

### 多国間同盟関係の重視

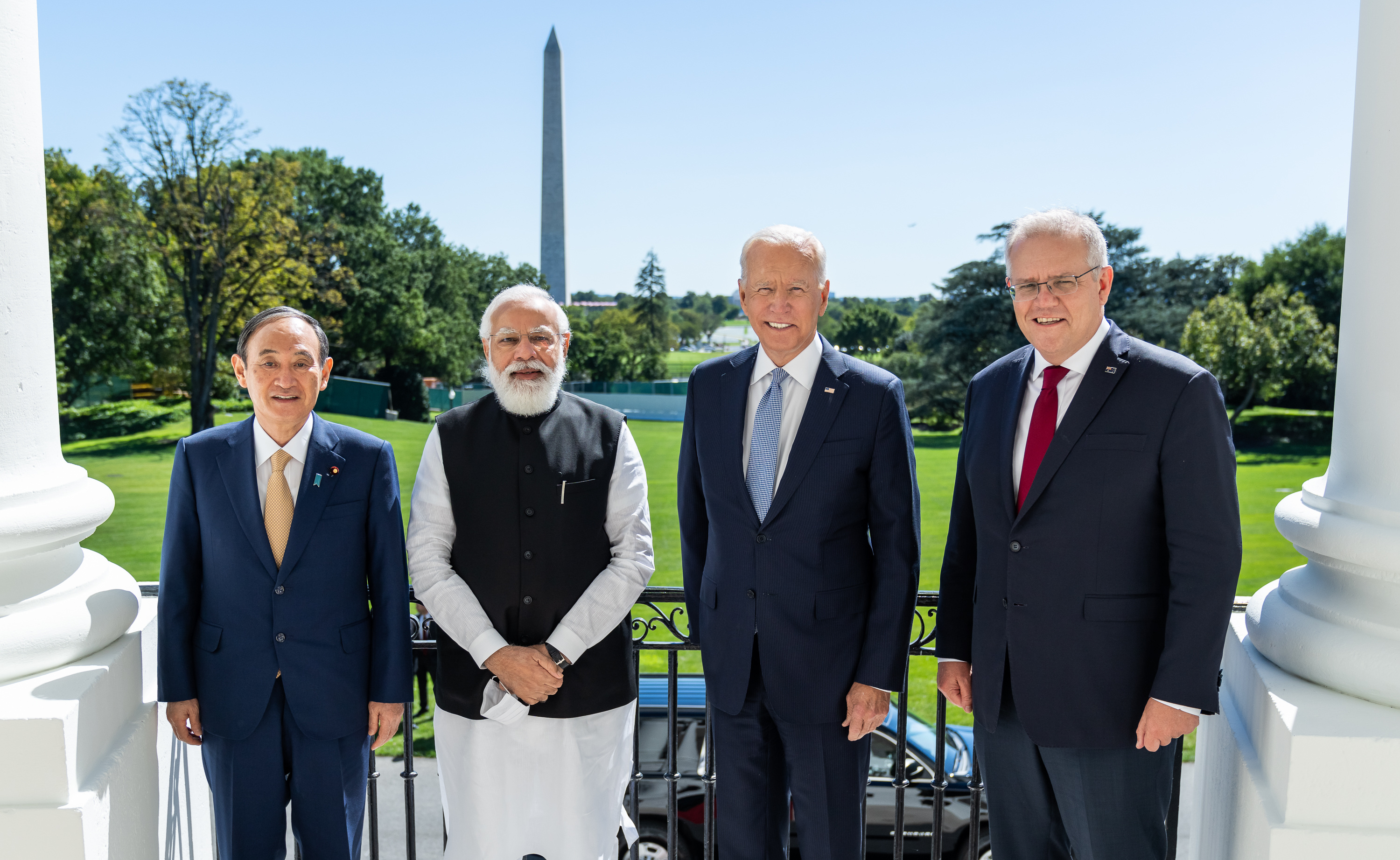
日米豪印戦略対話

#### 日米豪印戦略対話（クアッド）
2021年9月25日、首相退任間近にもかかわらず菅は渡米し、日米豪印戦略的対話（クアッド）に参加。日本、米国、オーストラリア、インドの4カ国間で対中政策をめぐり温度差がある中で、菅は各国の足並みを揃えることに腐心した。地域間の枠組みとしてクアッドの存在感を高めたい日米に対し、インドは伝統的に非同盟主義を取り対中包囲網の色彩が強いクアッドには、「米同盟の一員と見なされかねない」との懸念を背景に当初は及び腰だったが、菅は繰り返しインドを説得し、クアッドの定例化に道筋を付けた。

#### 日米首脳会談「台湾」明記
バイデン大統領との首脳会談では中華人民共和国が軍事圧力を強めている台湾問題についても協議し、共同声明で台湾海峡の平和と安定の重要性を強調した。日米首脳会談の共同声明が台湾に触れたのは、1969年の佐藤栄作とリチャード・ニクソンの共同声明以来のことであり、日中国交正常化以降では初めてとなる。中国は「核心的利益」と位置付ける台湾について触れたことや、香港・ウイグルの人権状況に深刻な懸念を表明したことなどに反発し、「強烈な不満と断固とした反対」を表明、対日圧力を強化する姿勢を示している。

#### 北朝鮮による日本人拉致問題
2006年10月、NHK短波ラジオ国際放送への放送命令に定義されている放送事項に、「北朝鮮による日本人拉致問題」という具体的な内容を加える方針を示した。日本の放送法第33条には「国際放送等の実施の命令等」という項目があり、そこには「総務大臣は、協会に対し、放送区域、放送事項その他必要な事項を指定して国際放送を行うべきことを命ずることができる」とある（2007年12月の放送法改正で「命令」から「要請」に変更された）。
11月10日には、放送事項に「北朝鮮による日本人拉致問題に特に留意すること」を追加する命令をNHKに出した。一方で「報道の自由は守らなければならない。番組内容や放送回数を指示する訳ではない」とNHKに対して編集権の配慮も示した。放送法44条には「編集権」に関して「放送番組の編集等」という項目があり、そこでは「NHKは、国際放送の放送番組の編集に当たっては、海外同胞に適切な慰安を与えるようにしなければならない」とある。また、当時海外から放送していた、短波放送『しおかぜ』に対して、無線局免許状を交付し、日本国内からの放送に道を開いた（放送局の免許は全て本省決裁で、免許者は総務大臣）。

### コロナワクチン

#### ワクチン接種の迅速化に奔走
新型コロナウイルスワクチンの高齢者向け接種をめぐり、2021年7月末完了の目標達成が一部自治体で困難な見通しとなっていることについて、「報告を受けた時、私も実はショックだった」と明かした。新型コロナワクチンの高齢者接種の前倒しを求め、総務省は市町村長に電話作戦を展開した。菅義偉首相の宣言通り、全国で同年7月末に完了する見通しとなったが、千葉大学の新藤宗幸（行政学）は「（従わなければ）地方交付税、とりわけ特別交付税で差をつけますよ、という制裁を市町村長が考えるのは当然」と指摘し、「（ワクチンが直接の所管ではない）総務省が前面に出てくること自体がお門違い。中央と地方の民主的な関係を自ら破壊している。分権どころの騒ぎではない」と批判した。その後、同年6月下旬からワクチン供給不足問題が表面化し、予約がキャンセルする事態が続出し、ワクチン接種推進担当大臣を務める河野太郎行政改革担当大臣は自治体向けについて「供給量が希望量の3分の1でございますので、希望量の配送というのはできません」と述べた。

#### 1日100万回接種体制
菅は「全国で1日100万回接種」「2021年7月末までの高齢者向け接種完了」「同年10～11月に希望者全員の接種完了」――の3大目標を掲げ、自治体の接種の進み具合を全国調査したり、打ち手となる医師らの報酬を引き上げ、打ち手不足解消のために超法規的措置として歯科医にも接種の実施を認めたりするなど、あらゆる手段で接種を働きかけた。その結果、目標を大きく上回る1日最大150万回の接種を行い、河野が「ワクチン供給が間に合わなくなるぐらい、全国でワクチン接種のスピードが上がったことは想定外だった」と語る事態となった。

#### 3回目ブースト接種
2021年8月25日の記者会見で、新型コロナウイルスワクチンの3回目の接種について、「来年、3回目を打てるワクチンはすべて確保している。正式に決まればできるような体制は整えている」と述べた。

### 他国間自由貿易主義

#### 環太平洋パートナーシップ協定（TPP）への賛成

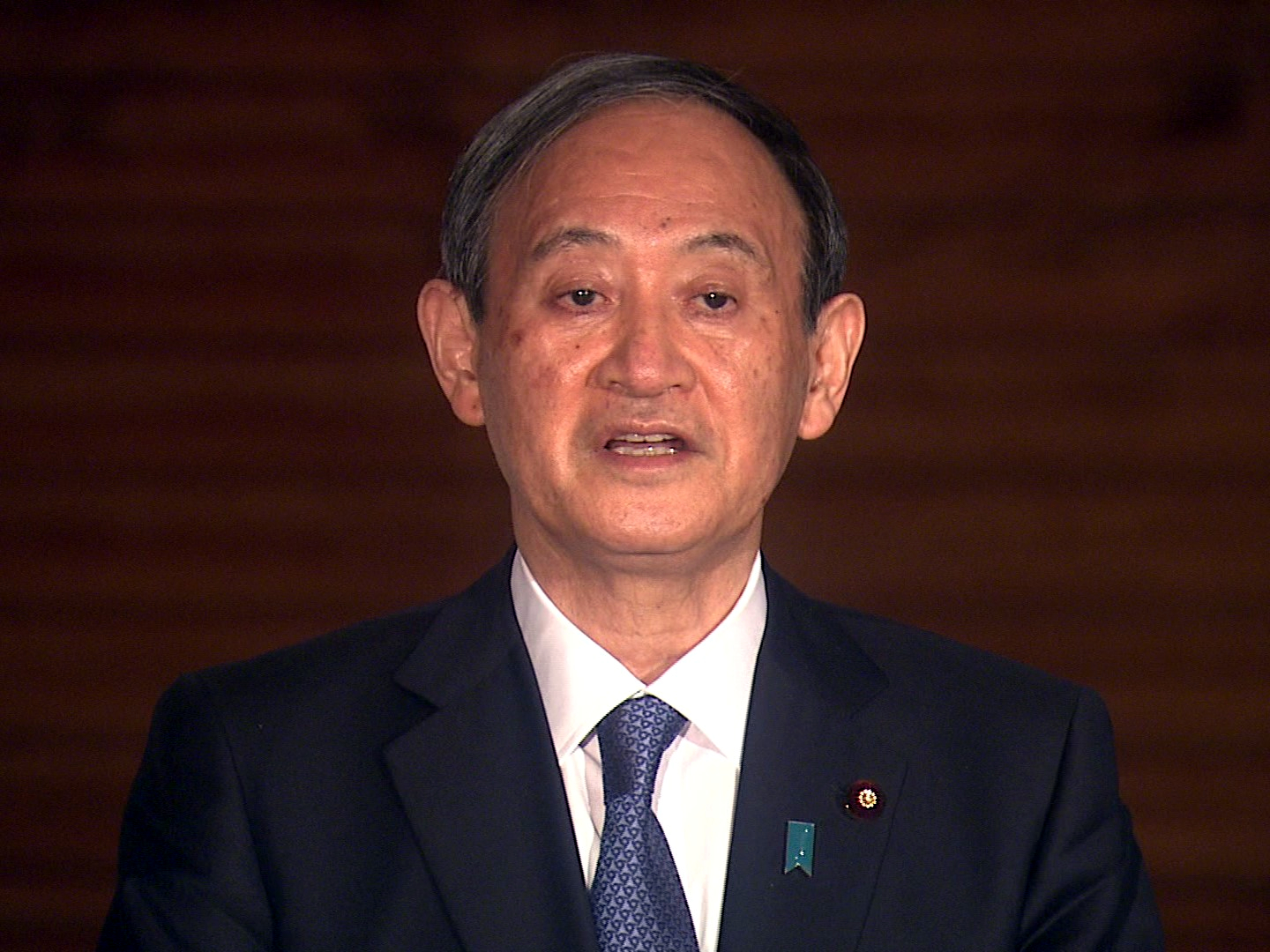
2020年12月14日、Go To トラベル一時停止について会見

「私は農家の長男だが、地方では農業が衰退しており集約化が必要だ。都市農業は相続税など税制で支援すべき。日本は資源のない島国。雇用をつくるのが政治家の仕事だ」として日本のTPP参加に賛成。

#### 東アジア地域包括的経済連携（RCEP)の署名
「世界に内向き志向がみられる中、自由貿易の推進がより一層重要だ」としてRCEPの署名に参加した。

### 積極的財政主義
リーマンショックの時には「100年に1度の危機には、100年に1度の対応が必要だ」として、無利子国債の発行に賛成していた。同時に、政府紙幣の発行も求めていた。
東日本大震災からの復興に向けた財源について、増税ではなく、日本銀行による復興国債の全額買い切りオペで調達することを求める声明文の署名に参加した。
民主党、自由民主党、公明党の三党間において取り決められた、社会保障と税の一体改革に関する合意（三党合意）の破棄を求める強硬派に分類されていた。

### 脱炭素社会・カーボンニュートラル
10月26日、就任後初の所信表明演説で、「菅政権では成長戦略の柱に『経済と環境の好循環』を掲げ、グリーン社会の実現に最大限注力していく」と述べ、「我が国は2050年までに温室効果ガスの排出を全体としてゼロにする、すなわち2050年カーボンニュートラル、脱炭素社会の実現を目指すことをここに宣言する」と表明した。
2021年4月22日、政府の地球温暖化対策推進本部にて、2030年に向けた温室効果ガスの削減目標について、2013年度に比べて46％削減することを目指すと表明。さらに、50％の高みに向けて挑戦を続けていくと強調した。
なお、原子力規制委員会の新基準を満たした原子力発電を再開すべきだとしている。

### 不妊治療への保険適用
不妊治療への保険適用を重点政策としており、2022年4月に不妊治療に対して保険適用することを決定。

### 家族制度をめぐる考え
2002年に選択的夫婦別姓制度の導入を求める請願を出している。一方、2014年のアンケートでは、「選択的夫婦別姓制度導入に反対」としている。2020年9月の自民党総裁選で行なわれた書面での質問では、「家族の在り方に深く関わる事柄で、国民の間で意見が分かれており、慎重な検討が必要」との立場を示した。
2021年3月3日の参議院予算委員会の立憲民主党真山勇一への質疑応答では、「（夫婦別姓制度に関して）賛成に署名した」と発言した。
ただし、国による同性婚、同性パートナーシップ制度導入の賛否について、2020年9月の自民党総裁選で行なわれた書面での質問には「家族の在り方の根幹に関連する問題で、慎重な検討が必要」と回答した。

## 人物

### 評価
- 2014年の産経新聞社とFNNの合同世論調査によると、「第2次安倍晋三内閣で最も評価する閣僚」の1位となった[150]（2位は安倍晋三首相[注釈 3]）。
- 安倍晋三は首相退任後に行われた日本経済新聞のインタビューで、菅のことを「秋田県から出てきて、横浜市という浮動票の多い都市部の小選挙区で勝ち続けてきた人だ。人々が何を考えているのか、気持ちをすくい取るのが非常にうまい」と高く評価している[151]。
- 立憲民主党衆議院議員の枝野幸男は、「（政治的な）駆け引きにおいて、菅さんは天才です。その調整力を国民のために使ってくれたらいいのですが……」「二世でも世襲でもないから、政治の世界で苦労してきたことは間違いありません。でも、努力して成功した人は、自己責任で上り詰めているので、自分の力ではうまくいかなかった人への共感度が低いことがある。（…）『勝ち組』でない人、切り捨てられた側に寄り添う視点は足りない気がします」と評している[152]。
- 元総務省自治税務局長の平嶋彰英は「菅さんは自分の耳に痛い話は全く聞こうとしない。だから、官僚は彼に追従ばかりするようになる。正しい情報が入ってこなくなれば判断を誤るのも当然で、コロナ対策の後手ぶりも必然的な結果だと感じます」と評している[153]。

### 交友関係

#### 政界
- 元国務大臣の桜田義孝とは1996年の衆院選初当選同期である以外にも農家出身、苦学生、地方議員出身などの共通点が多く、若手時代から交流が深かった。安倍政権で官房長官に就任するなど出世を果たしてから周囲からは「菅さん」、「菅長官」と呼ばれているが桜田からは一貫して「菅」、「菅ちゃん」と呼ばれ、菅も「桜田」と呼び合うなど距離が近いという[154]。同じく当選同期の下地幹郎元郵政民営化担当大臣とは下地が自民党を離れてからも親交があり、お互いを「しもちゃん」「すがちゃん」と呼び合う仲[155]。自民党が下野した民国連立政権下では、当時国民新党の幹部として与党側にいた下地が秘密裏に政権の動向などを菅に伝えていた[156]。その後第2次安倍内閣で自民党が政権に復帰し菅が内閣官房長官に就任すると、菅は普天間基地移設問題などで対立する沖縄県との調整役として下地を頼った[156]。菅・下地らが初当選した1996年の衆院選では鈴木宗男が党総務局長として指揮しており、鈴木を慕う同期会は「ムネムネ会」とも称され、固い結束を保った[156]。

- 師と仰いだ梶山静六から「官僚は自分たちの考えがあり、政治家に説明するとき、必ずそれを入れてくる。おまえなんかすぐに騙される」と言われたことから、幅広い分野の有識者と交友関係を持って情報を収集するように務めているとされる[157]。第2次安倍内閣で内閣官房長官に就任した際には、梶山の墓前にも就任を報告した[158]。
- 公明党の支持母体の創価学会幹部と太いパイプがある。軽減税率の導入を巡り自民党が公明党と一時対立した際は、「これで参院選に責任が持てますか」とまくし立て、谷垣禎一幹事長ら党執行部に公明党の主張を受け入れるよう求め、軽減税率の導入を主導した[159][160]。
- 日本維新の会の橋下徹元代表、松井一郎代表とは他党ながら蜜月の関係にある。橋下は2008年大阪府知事選挙で、自民党大阪府連の推薦を受けて当選したが、この時自民党の選挙対策副委員長として橋下擁立に動いたのが菅であり、当時自民党の若手府議だった松井ともこの選挙を通じて関係を深めた。2010年に橋下と松井は大阪都構想の実現を掲げ地域政党大阪維新の会を旗揚げするが、当時都構想の根拠となる政令指定都市を廃止する法律はなく、自民党プロジェクトチームの座長だった菅は法整備に向け強力にバックアップし、2012年に大都市地域特別区設置法を成立に導いた[161][162]。
- 総務副大臣時代に総務大臣だった竹中平蔵と頻繁に意見交換を行う。竹中が株価を上げるため年金積立金管理運用独立行政法人を利用することを提案すると、菅は厚生労働省の反対を押し切って即座に有識者会議を設置した。竹中は2020年東京オリンピック構想なども菅の主導によるものではないかと述べている[22]。

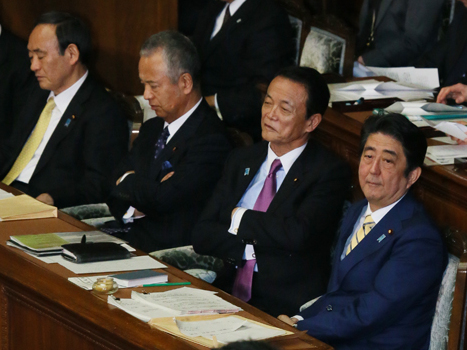
右から安倍、麻生、甘利、菅の「3A+S」（2016年1月、衆議院本会議にて）

- 右から安倍、麻生、甘利、菅の「3A+S」（2016年1月、衆議院本会議にて）安倍晋三、麻生太郎、甘利明とは関係が深く、第2次安倍内閣発足後より安倍政権を支え、苗字の頭文字をとって4人は「3A＋S」と呼ばれた[163][164]。
- 安倍晋三の国葬の際に友人代表として弔辞を述べ、山縣有朋が伊藤博文に対して詠んだ弔歌「かたりあひて尽し丶人は先立ちぬ 今より後の世をいかにせむ」を引用した[165]。

#### 財界
- サントリーホールディングス社長の新浪剛史と交友があり、沖縄政策のため、沖縄でのテーマパーク展開を検討していたユニバーサル・スタジオ・ジャパン運営会社社長グレン・ガンペルを、新浪から紹介された[157]。
- 農業協同組合改革の際は、フューチャーアーキテクト会長兼社長の金丸恭文から意見を聞いた[157]。
- ヘッジファンドであるサード・ポイントの最高経営責任者ダニエル・ローブと面会し、アベノミクスに関して意見交換を行った[157]。

#### 外交
- 駐日アメリカ合衆国大使を2013年から4年間務めたキャロライン・ケネディとは毎月会食を行っていた[157]。首相就任後の訪米期間中においても、ケネディの元を訪問し、朝食会で意見を交わした[166]。
- 大韓民国大統領府秘書室長李丙琪とは、李が駐日大韓民国大使を務めていた時代から関係を作り、大使離任後も電話で会談を行う[157]。
- 小中は野球をやっており、秘書時代には軟式野球チーム「すがクラブ」を結成し現在でも活動している[167][168][169]。
- 在日韓国人実業家の河本善鎬とは、菅の横浜市議時代から親交がある[170]。菅が国会議員になった直後の1996年から2007年にかけて、河本善鎬が代表取締役を務める、パチンコ店などを経営する横浜市の会社、成光舎が、菅が代表を務める「自民党神奈川県第二選挙区支部」及び「横浜政経懇話会」に対して、判明しているだけでも300万円以上の寄付をしていた[170]。成光舎の発行株式5000株のうち、河本の持ち株は2000株で過半数に達していないため、政治資金規正法には抵触しない[170]。

### 性格
- 平沢勝栄によると、菅は自ら表に出ることは少なく、人と話すときもあまり喋らずに聞き役に徹するタイプであるという。また、高校の同級生だった十文字町（当時）元町長の小川健吉も、菅の父とは異なり、菅はあまり目立たない生徒で、自分の殻に閉じこもっているような印象を持っていたとする。また菅自身、自らを地味で真面目な性格で、特にパフォーマンスが苦手だという[22][23]。
- 2016年4月1日の定例記者会見において、エイプリルフールに因んだ冗談はあったのかと記者に問われた際、「私は非常に堅物で、ユーモアのない、一つ一つ着実な発言ばかり」であるとした上で、官房長官の立場もあり嘘や冗談は控えていると答えている[171][172]。
- 地元の事務所の車のナンバーは「548」。これは、自民党に大逆風が吹いた2009年の総選挙の際に2位に548票差まで迫られ辛勝したことから、選挙の厳しさを忘れないため[173]。
- 座右の銘は「意志あれば道あり」[174]。

### 趣味・日課
- 趣味は渓流釣り、ゴルフ、海外旅行、安倍晋三である[174][175]。
- 好物はパンケーキで、大の甘党である[174]。首相就任直後の2020年10月3日朝、パンケーキで有名な都内のレストラン「エッグスンシングス原宿店」において、報道各社の首相番記者とオフレコで懇談した[176]。
- 酒は飲まず（いわゆる下戸）、タバコも吸わない[174]。朝に身体を動かしたり、情報収集したり、様々な人と会ったりする「朝活」を日課としている。平日は午前5時ごろに起床し、柔軟運動や100回の腹筋運動の後、新聞朝刊各紙や『NHKニュースおはよう日本』でニュースを整理しながら、東京都にある議員宿舎から40分ほど散歩をしつつ、首相官邸近くのホテルに向かう。ここで野菜、果物、ヨーグルトドリンクなど一汁一菜の軽い朝食をとりつつ、政治家や官僚、企業人らと話して世間の動きなどを情報収集する。外国人材の受け入れ拡大を図る出入国管理及び難民認定法改正に向け動いたのも、この場で介護業界の深刻な人手不足を聞いたことがきっかけであった[177]。

### ニックネーム
菅はニックネームが多く、代表的なものとして名字の「すが」をひっくり返した「ガースー」がある。内閣官房長官時代に記者からの質問に泰然自若の姿勢で答える姿勢からネット上で「安定のガースー」「鉄壁のガースー」などと呼ばれている。2017年8月にBSフジの番組でこの呼び名について知っているか問われた菅は「『ガースー』と呼ばれていることは知っている」と述べた。2020年9月の自民党総裁選では、自身のあだ名について「嫌な気なんか全然しないですよ。ガースー、公認ですよ」と述べ笑いを誘った。同月に発足した菅義偉内閣では、平井卓也デジタル改革担当大臣が設立を目指す「デジタル庁」について、「スローガンはガバメント・アズ・ア・スタートアップ。（頭文字をとると）結果的に（菅義偉首相の愛称と同じ）GaaSu（ガースー）となる」と述べ笑いを誘うなど、当初はネットスラングであった「ガースー」は政界でも認知度が上がっている。菅は同年12月11日にインターネット番組に出演した際にも「皆さんこんにちは。ガースーです」と自己紹介したが、当時新型コロナウイルスの感染が拡大中であったことから、SNS上や野党から「無神経だ」などと批判があがり、河野太郎行政改革担当大臣が「何か問題があるのか。揚げ足取りに近いようなことはあまり気にする必要はない」と菅を擁護するなど波紋が広がった。
2019年（平成31年）4月1日に、内閣官房長官（第4次安倍第1次改造内閣）として同年5月1日施行の新元号「令和（れいわ）」を発表したことから、「令和おじさん」の愛称もある。菅は自身が「令和おじさん」と呼ばれていることに対して「自分でもびっくりしている」と述べた。
官房長官時代には各省庁の幹部人事を実質的に掌握していることから、官僚の間ではダース・ベイダーになぞらえ「ガース・ベーダー」ともささやかれた。また、菅に批判的なSNSユーザーなどからは、人事などが強権的であるとしてヨシフ・スターリンになぞらえ「スガーリン」という呼び名もあり、菅の首相就任後は役所などでもこの呼び名が使われている事もあると報じられている。
オーストラリア首相スコット・モリソン及びアメリカ合衆国大統領ジョー・バイデンからは「ヨシ（Yoshi）」と呼ばれている。日豪首脳会談冒頭、モリソン側から「これからは『ヨシ』と呼ばせてもらう。ぜひ私を『スコモ』と呼んでほしい。両国は志を同じくする二つの国だ」と語りかけられた。2021年1月下旬のバイデンとの電話協議において「ヨシと呼んでほしい。ジョーと呼んでいいですか」と持ちかけ、互いにファーストネームで呼ぶことで一致した。

### 受賞歴
- オランダ：オラニエ＝ナッサウ勲章ナイト・グランド・クロス（英語版） - （2014年）[192]
- 国際オリンピック委員会：五輪オーダー功労章金章（2021年）[193]

## 政治資金

### 所有ビルの事務所費
菅が代表を務める自民党支部と後援会が、いずれも菅本人の所有ビルに「主たる事務所」を置き、2005年分の政治資金収支報告書に計約1956万円の事務所費を計上していたことが、2007年に報じられている。塩田潮によると、この報道により、第1次安倍内閣での官房長官就任が見送られたとされている。そのビルは同年に在日韓国人実業家の河本善鎬が代表取締役を務める、パチンコ店などを経営する横浜市の会社、成光舎に買い取られた。

### 総務大臣在任時の政治資金パーティー
第1次安倍内閣の総務大臣任期中に開催したパーティによる収入約3180万円が、政治資金収支報告書に記載されていることが報じられている。菅が代表を務める政党支部が、農林水産省の補助金の交付決定を受けた横浜市南区の造園会社から2011年～2013年に計29万円の献金を受けていたことが明らかになったことが報じられている。また、同支部は2014年の衆院選公示直前、国の公共工事を受注していた横浜市の業者から15万円の献金を受けていたと報じられた。

### 白紙領収書への後日金額記入
他の国会議員の政治資金パーティーに参加した際の費用の領収書を白紙でもらい、事務所で金額を記入していた。その理由について、「パーティー主催者の了解のもと、実際の日付、宛先、金額を正確に記載した」とし、「数百人規模の出席者全員の宛先と金額を書いてもらうと、受け付けが混乱する」と述べている。
政治資金規正法を所管する高市早苗総務相は「領収書作成方法の規定はない。主催者から了解を得ていれば法律上の問題は生じない」との見解を示している。総務省の手引では受領者側が領収書に追記するのは不適当とされている。
2016年10月11日、自民党は党所属の全ての国会議員に対し、領収書を出す際には金額など必要事項を事前に記載するよう、通達を行った。

## エピソード

### 安倍晋三最側近
- 「安倍が最も信頼を置く側近の1人」であり、第1次安倍内閣が閣僚のスキャンダルや問題発言などで混乱する中、存在感を増していった[204][205]。地方分権改革推進法など19本の法案を成立させるとともに、ふるさと納税の提唱や、年金記録問題における省内委員会の設置を行うなど、閣僚のスキャンダルが続出した第1次安倍内閣にあって安定した存在感を発揮した。2012年（平成24年）の自由民主党総裁選挙に際しては早くから安倍擁立に動き、第2次安倍内閣で内閣官房長官に抜擢された[158][206]。
- 故安倍晋三国葬儀では、安倍昭恵夫人からの依頼により、友人代表として追悼の辞を述べた。特に、以下の「銀座の焼鳥屋」のエピソードのくだりは、居合わせた与野党の議員や出席者をはじめ、SNS上において、名スピーチとして賞賛の声が上がった[207][208][209]。一方、東京新聞は批判的な見解を発表している[210]。

| 総理、あなたは一度、持病が悪くなって、総理の座をしりぞきました。そのことを負い目に思って、二度目の自民党総裁選出馬をずいぶんと迷っておられました。 最後には2人で銀座の焼鳥屋に行き、私は一生懸命、あなたを口説きました。それが使命だと思ったからです。3時間後にはようやく、首をタテに振ってくれた。私はこのことを「菅義偉、生涯最大の達成」として、いつまでも誇らしく思うであろうと思います。 |

### 官僚人事

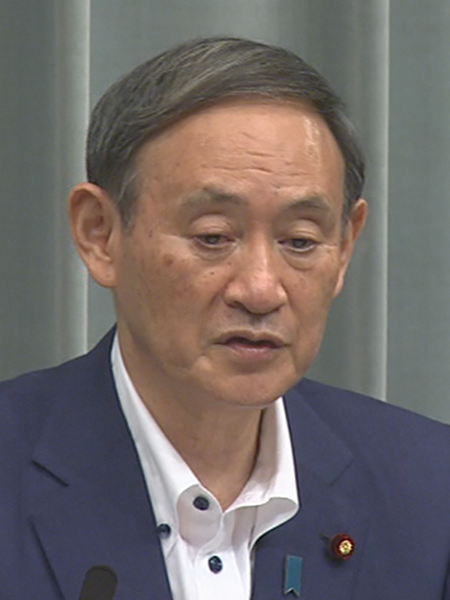
内閣官房長官時代

- 2014年、総務省自治税務局長（当時）の平嶋彰英は、当時官房長官だった菅に、ふるさと納税に関して意見具申した[153]。ふるさと納税は菅総務大臣時代に打ち出した政策だったが、制度の負の側面が顕在化し、高額所得者ほど得をする問題点が指摘されるようになっていた[153]。その年の11月に、平嶋が『100％得をする ふるさと納税生活』という本と、作成した資料を持参し、菅のもとを訪ねたところ、菅は「そんな（本を出す）奴ばかりじゃない」と、話をまともに聞こうともしなかった[153]。「翌15年の夏前に、高市（早苗）大臣のところに行ったら、『あんた、菅ちゃんと何かあったの?人事案を持って行ったら、あんただけは“×”だって』と言われました」と平嶋は語った[153]。そして平嶋は自治大学校長に異動となり、総務省内では「更迭」とみなされた[153]。その後、ふるさと納税を巡る汚職事件や、過度の返礼品競争が発生した[212][213]。
- 2016年9月、宮内庁の風岡典之長官が、官邸の意に反し、天皇明仁の生前退位（譲位）をめぐる「お気持ち」表明を止められなかったことへの報復として、更迭された[214]。宮内庁幹部の異動は通例、春に行われ、風岡は70歳になる翌年の3月までというのが既定路線だったが、予定より半年早く辞任させられた[214]。
- 2016年、農水省では菅が力を入れていた農協解体を推進した奥原正明経営局長が事務次官に昇格し、農家を守る側に立った食料産業局長は退職させられ、その後任に経産省から官僚が送り込まれた[214]。
- 組閣前の2020年9月13日、「第2次安倍内閣で設立された内閣人事局の存在が、官僚の忖度を生んでいるのではないか」という指摘に対し、菅義偉は、内閣人事局の制度を改めるつもりはなく、「私ども政治家は選挙で選ばれている。何かをやるという方向を決定したのに、反対するのであれば異動してもらう」と発言した[215]。

### 旧統一教会との関係
ジャーナリストの鈴木エイトが作成した「旧統一教会関連団体と関係があった現職国会議員168人」によれば、旧統一教会関連団体との関係について、2013年の参院選で旧統一教会福岡教会など2つの教会で、自民党参院議員・北村経夫の講演を手配したとされている。この件について事実関係の確認を求めた『週刊ポスト』の取材に対し菅事務所は、「ご指摘の団体や関係団体とは、事務的にも繋がりは全くなく、関わりがありません。事務所で念のため確認しましたが、弊事務所が北村議員の講演の手配をした事実も、世界平和国会議員連合の官邸訪問の招待をした事実もありません」と否定している。
2017年5月19日、旧統一教会（当時）系の放送局「PeaceTV」の番組内において、教団関係者が同年5月上旬に来日し自民党本部を訪問した際に党関係者からの歓迎を受けたという活動報告がなされていた。その番組内の教団幹部の発言内には、「最終日には菅義偉官房長官が首相官邸に私どもを招待してくれた」という報告もあったとされる。『週刊朝日』の取材に対し、菅は「ご質問中の当議員に関わる事象は、一切承知していません」と回答している。
鈴木エイトによれば、菅は旧統一教会と深い関係を持ちながら追及を免れている政治家だとされている。鈴木は、菅内閣で閣僚中9人に統一教会との関わりの深い議員が起用されたことや、衆議院議員の小此木八郎が安倍政権下に続いて国家公安委員会の委員長に再登用された点を挙げて、菅が自分たちに近い小此木を警察行政の重要ポストに就任させることで、教団に絶大な信頼感を与えていたという見解を示している。

### 日本学術会議会員の任命問題
2020年9月、日本学術会議が推薦した新会員候補者105人のうち、6人が任命から除外された。菅総理大臣が任命を拒否した形になり、推薦した候補者が任命されなかったケースは過去にない異例のことである。
2020年11月2日、国会衆議院予算委員会において菅首相は日本学術会議の会員選考について「閉鎖的で既得権益のようになっている」と批判し改革の必要性を強調した。

### マスコミ関係者を内閣総理大臣補佐官に任命
菅義偉首相は、2020年10月1日付で前共同通信社論説副委員長の柿崎明二を自身の側近の一人として内閣総理大臣補佐官に任命した。
柿崎は報道番組などで第2次安倍内閣以降の政策や姿勢を痛烈に批判しており、安倍内閣で約8年内閣官房長官を務めていた菅首相にとっては宿敵ともいえ、また政治経験のないマスコミ関係者に首相補佐官になったというのは史上初めてのことであった。

### 長男らによる総務官僚供応接待問題
かつて大臣政務秘書官を務めた長男の正剛が勤める東北新社の関連会社が放送法の許認可事業を行っているにもかかわらず、その所管省である総務省の幹部である谷脇康彦総務審議官らを2020年10月から12月にかけて何回も高級料亭で接待していた問題を、2021年2月3日ごろに文芸春秋社が報じた。谷脇康彦総務審議官の他に接待を受けていたのは、総務審議官（国際担当）の吉田眞人、衛星放送の許認可にかかわる情報流通行政局のトップ、秋本芳徳情報流通行政局長、その部下の湯本博信同局官房審議官だった。
総務省は24日、正剛らによる同省幹部への接待問題で11人を処分した。重い処分である懲戒は9人で谷脇康彦総務審議官ら7人を減給、2人を戒告にした。残り2人は懲戒ではない処分で訓告と訓告相当にし、武田良太総務相は3カ月分の閣僚給与を自主返納すると発表した。

### コロナ禍における会食問題
2020年12月14日、新型コロナウイルスの感染拡大対策として政府が4人以上の会食を控えるよう自粛を求める中、二階俊博、王貞治、みのもんた、杉良太郎、森田実ら8人と銀座の高級ステーキ店で会食を主催し、公明党代表山口那津男や野党議員から批判の声が上がった。
2021年1月6日に落合陽一と山本雄史（産経新聞新プロジェクト本部次長）と朝食を共にした。これを2021年1月7日に放送された情報番組『とくダネ』内で緊急事態宣言発出について報じている中で古市憲寿に「テレワークを呼びかける側の政治家の代表とデジタルに詳しい2人が対面でご飯を食べているんだなって、すごい笑っちゃったんですけど。それぐらい、これまでの慣習を変えるのって難しいのかなって思っちゃったんですけど」と言及された。

## 所属団体・議員連盟
- アイヌ政策推進会議（座長）
- アイヌ政策を推進する議員の会

- 創生「日本」（副会長）
- 日本会議国会議員懇談会（副会長）
- 再チャレンジ支援議員連盟（幹事長）
- 平和を願い真の国益を考え靖国神社参拝を支持する若手国会議員の会
- 神道政治連盟国会議員懇談会
- 日韓議員連盟（会長）
- 対北朝鮮外交カードを考える会
- NASAの会
- ガネーシャの会
- きさらぎ会（顧問）
- 空手道推進議員連盟（会長）
- ボーイスカウト振興国会議員連盟（理事）[229]
- 一般社団法人 全日本釣り団体協議会 名誉会長[230]
- 一般社団法人 全日本電気通信サービス取引協会 顧問（非常勤）[231]
- 一般社団法人 全国介護事業者連盟 顧問[232]
- 一般社団法人 全国麻雀段位審査会 最高顧問[233]

## 栄典
- オリンピック：オリンピック勲章ゴールド（英語版） - （2021年）

## 著書
- 『政治家の覚悟 : 官僚を動かせ』文藝春秋企画出版部、2012年3月12日。ISBN 978-4160087422。
- 同書には“政府があらゆる記録を克明に残すのは当然で、議事録は最も基本的な資料です。その作成を怠ったことは国民への背信行為”と記しているが、2017年8月8日の記者会見で朝日新聞の南彰にこれを「誰の何という本の内容か知っているか」と質された際、「知らない」と答えた[234]。その後、2020年10月20日発売の改訂版で上記の記述は削除された[235]。

## 論文
- CiNii収録論文 国立情報学研究所

## 関連作品
ドキュメンタリー映画
- i-新聞記者ドキュメント-（2019年、森達也監督）
- パンケーキを毒見する（2021年、内山雄人監督） - 菅を風刺などしたドキュメンタリー映画。

## 国政選挙選挙歴
| 当落 | 選挙                   | 執行日         | 年齢 | 選挙区    | 政党       | 得票数     | 得票率 | 定数 | 得票順位 /候補者数 | 政党内比例順位 /政党当選者数 |
| ---- | ---------------------- | -------------- | ---- | --------- | ---------- | ---------- | ------ | ---- | ------------------ | ---------------------------- |
| 当   | 第41回衆議院議員総選挙 | 1996年10月20日 | 47   | 神奈川2区 | 自由民主党 | 7万459票   | 32.25% | 1    | 1/6                | /                            |
| 当   | 第42回衆議院議員総選挙 | 2000年06月25日 | 51   | 神奈川2区 | 自由民主党 | 9万5960票  | 42.30% | 1    | 1/3                | /                            |
| 当   | 第43回衆議院議員総選挙 | 2003年11月09日 | 54   | 神奈川2区 | 自由民主党 | 11万5495票 | 49.80% | 1    | 1/3                | /                            |
| 当   | 第44回衆議院議員総選挙 | 2005年09月11日 | 56   | 神奈川2区 | 自由民主党 | 16万111票  | 58.41% | 1    | 1/3                | /                            |
| 当   | 第45回衆議院議員総選挙 | 2009年08月30日 | 60   | 神奈川2区 | 自由民主党 | 13万2270票 | 46.52% | 1    | 1/3                | /                            |
| 当   | 第46回衆議院議員総選挙 | 2012年12月16日 | 64   | 神奈川2区 | 自由民主党 | 13万8040票 | 57.93% | 1    | 1/3                | /                            |
| 当   | 第47回衆議院議員総選挙 | 2014年12月14日 | 66   | 神奈川2区 | 自由民主党 | 14万7084票 | 67.71% | 1    | 1/3                | /                            |
| 当   | 第48回衆議院議員総選挙 | 2017年10月22日 | 68   | 神奈川2区 | 自由民主党 | 12万3218票 | 57.11% | 1    | 1/4                | /                            |
| 当   | 第49回衆議院議員総選挙 | 2021年10月31日 | 72   | 神奈川2区 | 自由民主党 | 14万6166票 | 61.15% | 1    | 1/2                | /                            |
| 当   | 第50回衆議院議員総選挙 | 2024年10月27日 | 75   | 神奈川2区 | 自由民主党 | 11万9548票 | 52.17% | 1    | 1/5                | /                            |